# Zambrów
Zambrówⓘ é um município no nordeste da Polônia. Pertence à voivodia da Podláquia, no condado de Zambrów, no rio Jabłonka. É a sede da comuna rural de Zambrów.
Zambrów está localizado na histórica Mazóvia, na rota Varsóvia — Białystok. Foi uma cidade real da Coroa do Reino da Polônia na voivodia da Mazóvia.
Estende-se por uma área de 19,0 km², com 20 777 habitantes, segundo o censo de 31 de dezembro de 2024, com uma densidade populacional de 1 092 hab./km².

## Localização

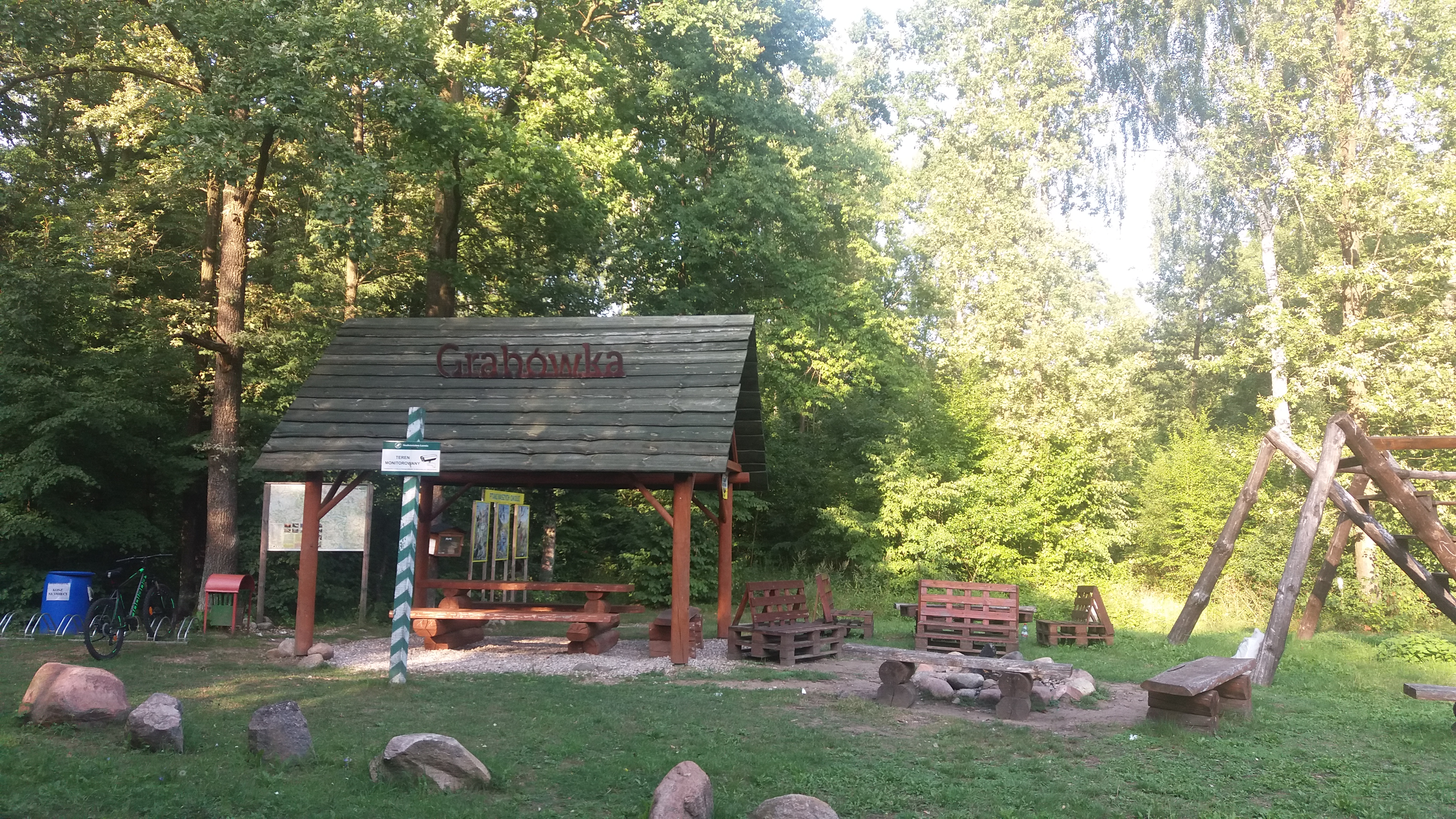
Reserva Natural Grabówka

Zambrów está situada na parte ocidental da planície da Podláquia do Norte em Wysoczyzna Wysokomazowiecka. O terreno é ligeiramente ondulado e eleva-se 115–133 m acima do nível do mar. Segundo Wł. Szafer, B. Pawłowski, esta é a província Niżowo — Planalto da Europa Central, dominada por florestas decíduas e mistas com carvalhos, carpinos e tílias-de-folhas-pequenas.
A leste da cidade, a 3,5 km de distância, existe um complexo florestal denominado “Grabówka”, sendo um exemplo de floresta de origem natural que representa o complexo florestal de carpa-de-carvalho. Portanto, em 1996, a Reserva natural de Grabówka foi criada aqui na área de 60,80 hectares.
A reserva natural é dominada por um carpino de 70 anos e um enorme carvalho-roble. Na parte norte do complexo existem muitos carvalhos antigos com mais de cem anos, bem como choupos-tremedores, vidoeiros-brancos e tílias. As camadas de arbustos são compostas por: tramazeira, tília, avelã, pilriteiro, viburno, amieiro-negro. A camada de ervas na primavera é dominada pela anêmona-dos-bosques e, no verão, pelo morugem-vulgar, o ásaro, o Ranunculus cassubicus, a Viola reichenbachiana e a Neottia nidus-avis.
Em 2013, Zambrów tinha uma área de 19,02 km², incluindo:
- Terras agrícolas: 76%
- Terra da floresta: 2%

A cidade constitui 2,59% da área do condado.
Nos anos 1975–1998, a cidade pertencia administrativamente à voivodia de Łomża.

### Divisão administrativa
Zambrów é composta por 9 conjuntos habitacionais e 2 aldeias.
Do sudeste faz fronteira diretamente com Wola Zambrowska e do noroeste com a aldeia de Nagórki-Jabłoń.

Flores no parque municipal Księży Lasek
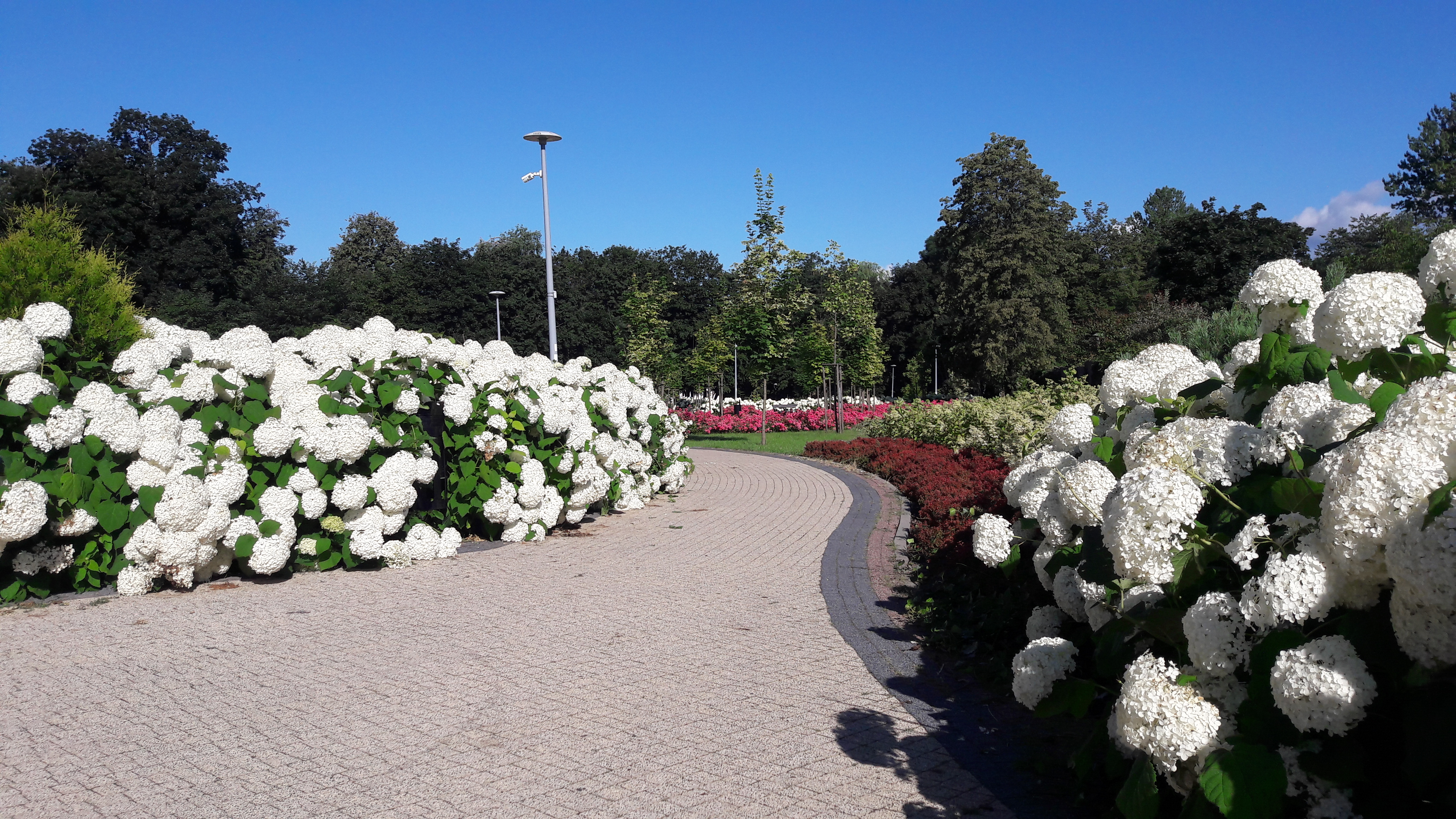
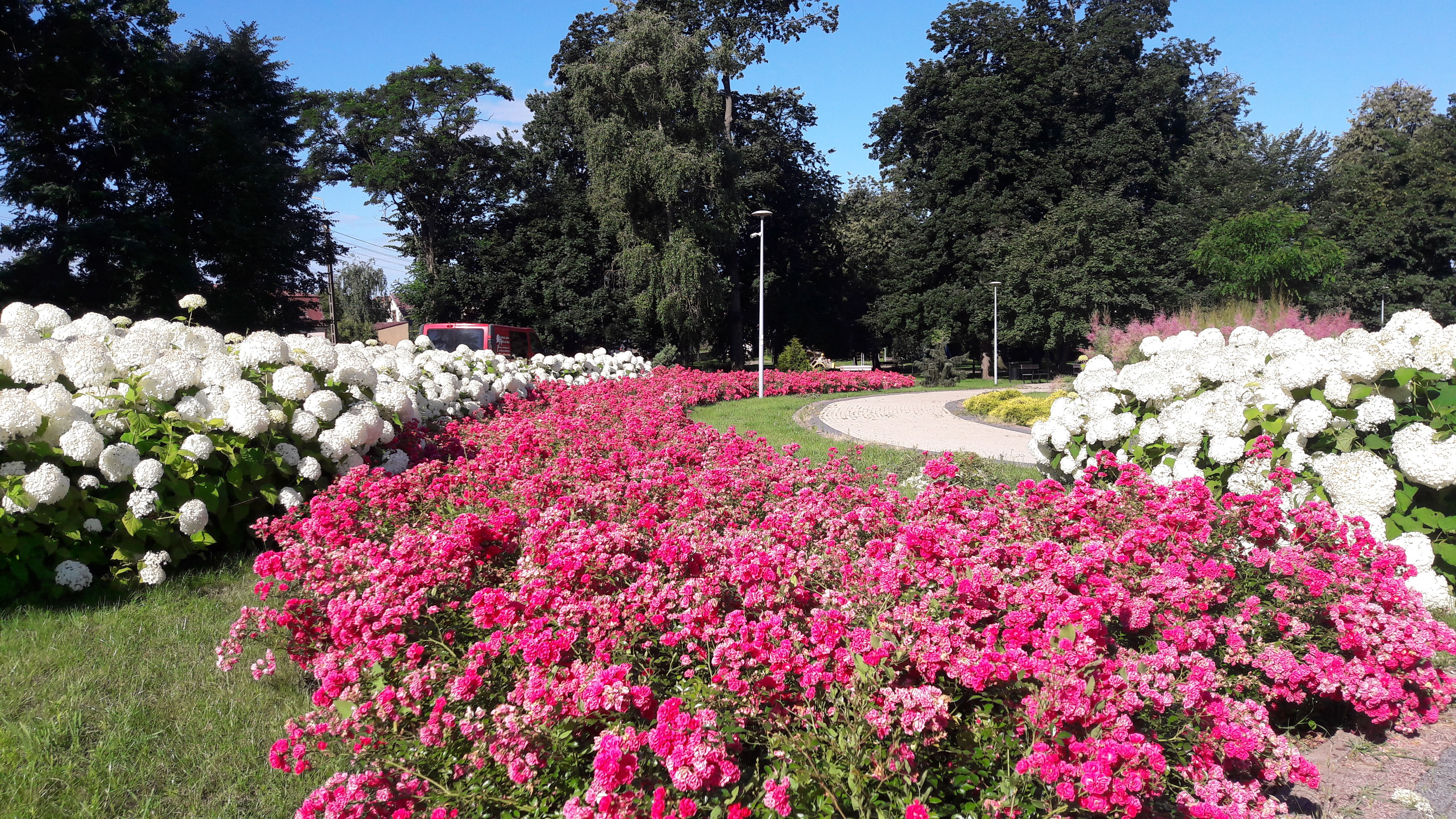
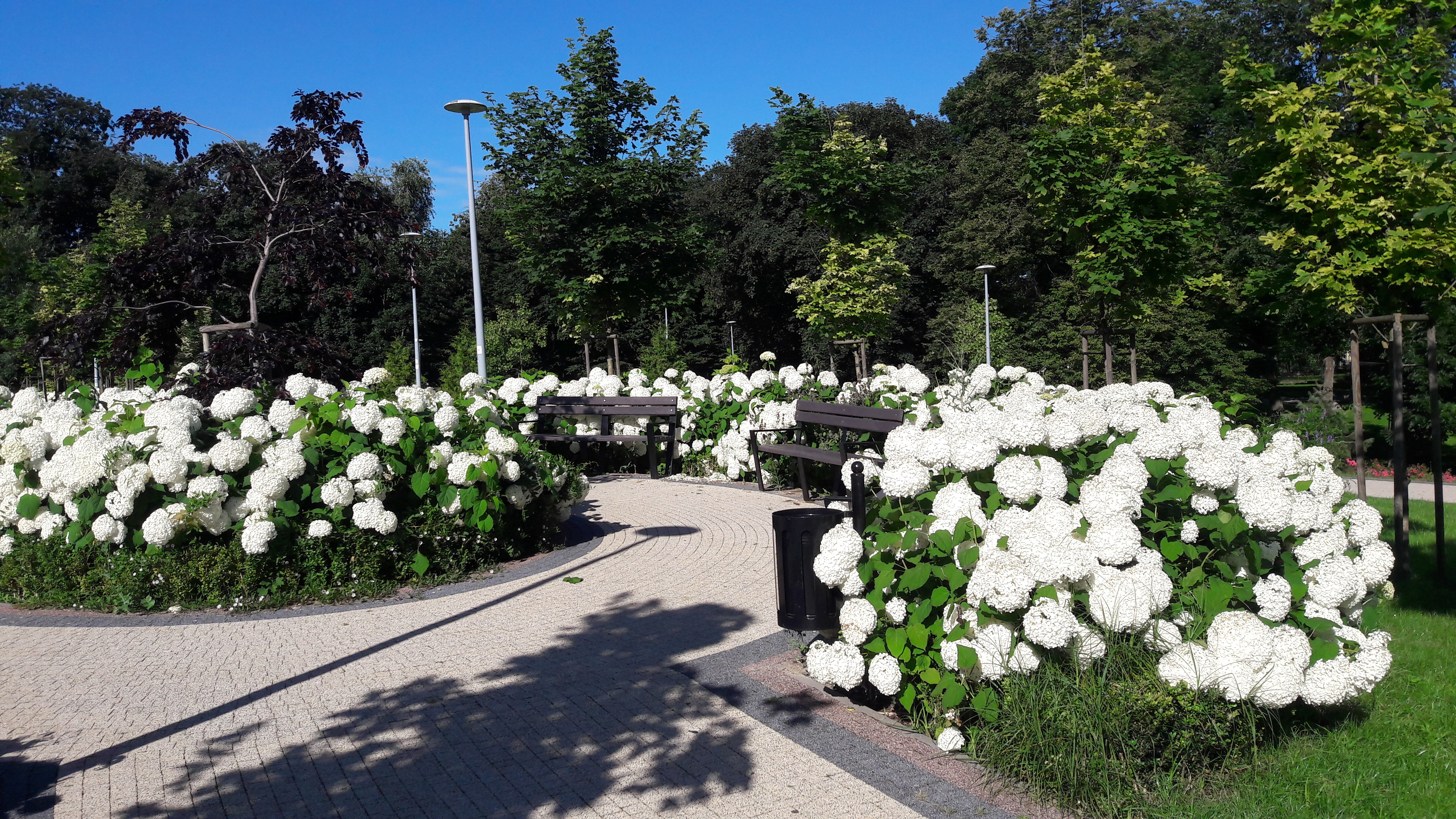

## Recursos naturais

### Clima
Segundo o geógrafo Wincenty Okołowicz, Zambrów está localizada na zona de clima temperado de transição, e conforme a classificação climática de Köppen-Geiger, situa-se no clima continental úmido do subtipo com verão quente (Cfb). A temperatura média nesta área é de 8,5 °C. Durante o ano, a precipitação média é de 710 mm.
Zambrów está localizada no hemisfério norte. O verão começa no final de junho e termina em setembro.
| Dados climatológicos para Zambrów | Dados climatológicos para Zambrów | Dados climatológicos para Zambrów | Dados climatológicos para Zambrów | Dados climatológicos para Zambrów | Dados climatológicos para Zambrów | Dados climatológicos para Zambrów | Dados climatológicos para Zambrów | Dados climatológicos para Zambrów | Dados climatológicos para Zambrów | Dados climatológicos para Zambrów | Dados climatológicos para Zambrów | Dados climatológicos para Zambrów | Dados climatológicos para Zambrów |
| Mês                               | Jan                               | Fev                               | Mar                               | Abr                               | Mai                               | Jun                               | Jul                               | Ago                               | Set                               | Out                               | Nov                               | Dez                               | Ano                               |
| --------------------------------- | --------------------------------- | --------------------------------- | --------------------------------- | --------------------------------- | --------------------------------- | --------------------------------- | --------------------------------- | --------------------------------- | --------------------------------- | --------------------------------- | --------------------------------- | --------------------------------- | --------------------------------- |
| Temperatura máxima média (°C)     | −0,8                              | 0,8                               | 6,0                               | 13,1                              | 18,3                              | 21,5                              | 23,7                              | 23,0                              | 17,9                              | 11,6                              | 6,0                               | 1,6                               | 11,9                              |
| Temperatura média (°C)            | −2,9                              | −1,8                              | 2,2                               | 8,5                               | 13,9                              | 17,3                              | 19,5                              | 18,8                              | 14,0                              | 8,4                               | 4,0                               | −0,3                              | 8,5                               |
| Temperatura mínima média (°C)     | −5,3                              | −4,5                              | −1,7                              | 3,4                               | 8,6                               | 12,2                              | 14,8                              | 14,2                              | 10,1                              | 5,4                               | 1,8                               | −2,3                              | 4,7                               |
| Precipitação (mm)                 | 47                                | 44                                | 47                                | 51                                | 70                                | 79                                | 86                                | 72                                | 64                                | 51                                | 48                                | 51                                | 710                               |
| Dias com precipitação             | 9                                 | 7                                 | 8                                 | 8                                 | 9                                 | 9                                 | 10                                | 8                                 | 8                                 | 7                                 | 8                                 | 8                                 | 99                                |
| Umidade relativa (%)              | 85                                | 83                                | 76                                | 68                                | 67                                | 66                                | 70                                | 69                                | 74                                | 80                                | 87                                | 86                                | 75,9                              |
| Fonte: 2023-07-09                 |                                   |                                   |                                   |                                   |                                   |                                   |                                   |                                   |                                   |                                   |                                   |                                   |                                   |

## Demografia
Conforme os dados do Escritório Central de Estatística da Polônia (GUS) de 31 de dezembro de 2024, Zambrów é uma cidade pequena com uma população de 20 777 habitantes (7.º lugar na voivodia da Podláquia e 201.º na Polônia), tem uma área de 19,0 km² (20.º lugar na voivodia da Podláquia e 327.º lugar na Polônia) e uma densidade populacional de 1 092 hab./km² (7.º lugar na voivodia da Podláquia e 268.º lugar na Polônia). Nos anos 2002–2024, o número de habitantes diminuiu 9,6%.
Os habitantes de Zambrów constituem cerca de 50,37% da população do condado de Zambrów, constituindo 1,83% da população da voivodia da Podláquia.
| Descrição                         | Total      | Total    | Mulheres   | Mulheres | Homens     | Homens   |
| --------------------------------- | ---------- | -------- | ---------- | -------- | ---------- | -------- |
| unidade                           | habitantes | %        | habitantes | %        | habitantes | %        |
| população                         | 20 777     | 100      | 10 818     | 52,1     | 9 959      | 47,9     |
| superfície                        | 19,0 km²   | 19,0 km² | 19,0 km²   | 19,0 km² | 19,0 km²   | 19,0 km² |
| densidade populacional (hab./km²) | 1 092      | 1 092    | 568,9      | 568,9    | 523,1      | 523,1    |

Gráfico populacional da cidade de Zambrów de 1564:
Fontes:

## História

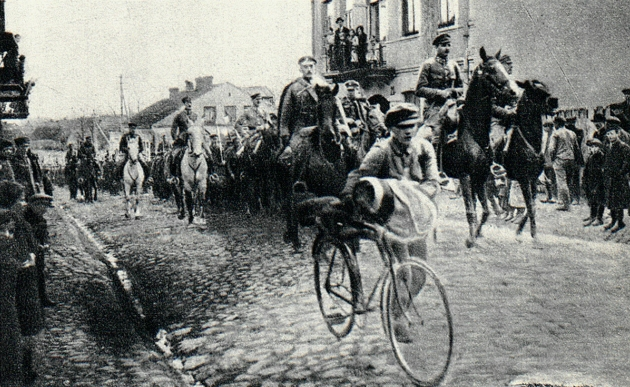
Entrada do 1.º Regimento de Infantaria das Legiões polonesas em Zambrów. À frente está o capitão Leopoldo Lis-Kula, novembro de 1916

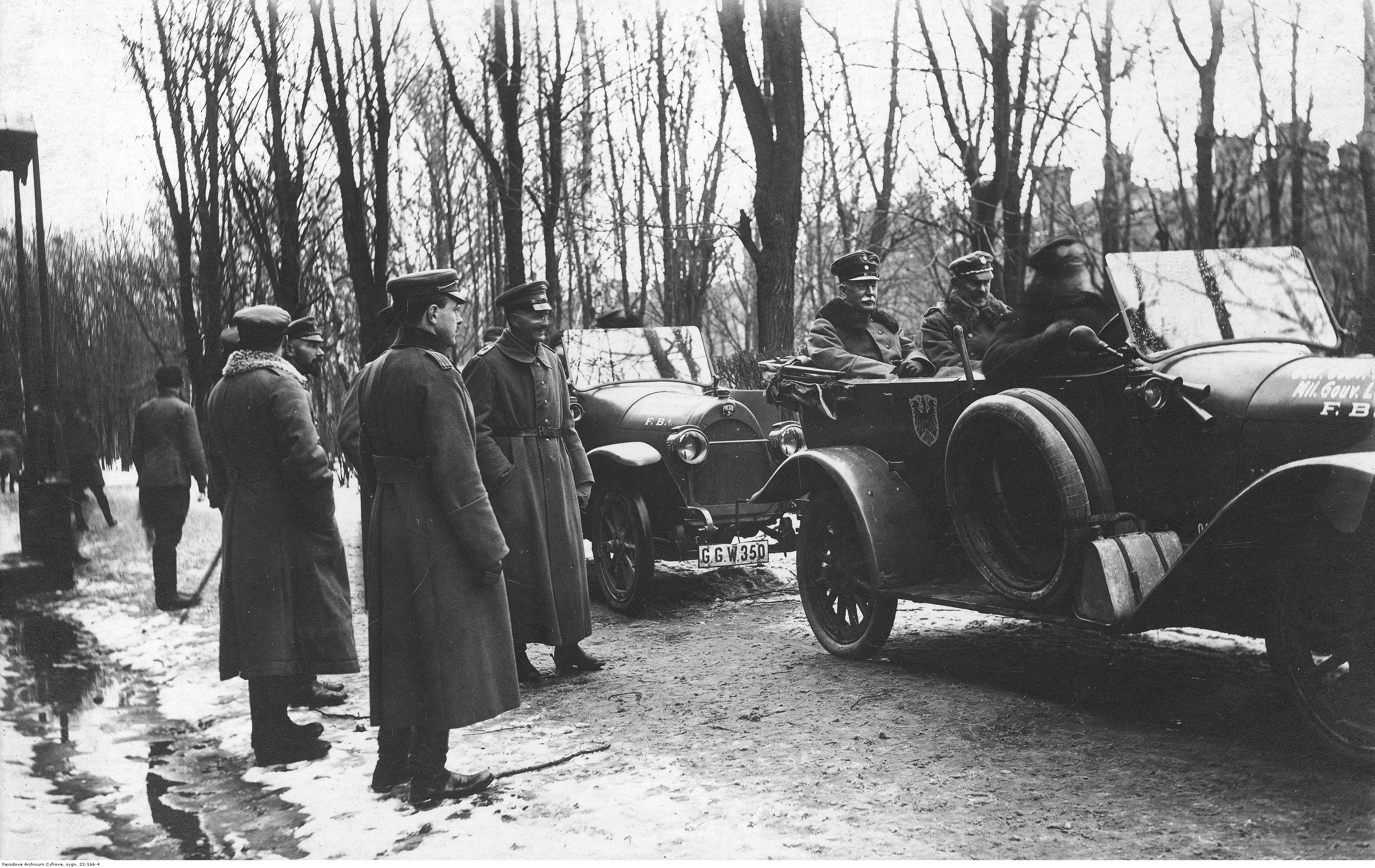
Inspeção das tropas da 1.ª Brigada das Legiões polonesas realizada pelo general Felix von Barth e pelo coronel Stanisław Szeptycki em Zambrów, 13 de janeiro de 1917

### Toponímia
O nome da cidade vem do antigo substantivo polonês ząbr e significa “o lugar do bisão”, que está associado à imagem da cabeça do bisão-europeu no brasão da cidade.

### Da fundação à partição da Polônia
Zambrów foi mencionada pela primeira vez no século XIII — em 4 de maio de 1283, foi fundada a paróquia da Santíssima Trindade.
Zambrów, originalmente propriedade dos duques de Mazóvia, recebeu os direitos municipais de Chelmno antes de 1430 e, em 1538, o rei Sigismundo I, o Velho, confirmou esse fato. Após a incorporação da Mazóvia à Coroa do Reino da Polônia, ela se tornou uma cidade real. Como resultado da formação da nova estrutura administrativa do nordeste da Mazóvia, ela se tornou a sede das autoridades do condado (uma das quatro que formavam a antiga Terra de Łomża) e assim foi de 1443 a 1795. A cidade floresceu na virada dos séculos XV e XVI. Quando o rei Sigismundo, o Velho, confirmou os direitos da cidade em 1538, Zambrów era um centro local de comércio e artesanato. Durante a invasão sueca no século XVII, a cidade foi destruída.
Em 2 de março de 1656, um manifesto foi emitido em Zambrów, no qual os soldados da divisão de Aleksander Koniecpolski declararam haverem abandonado o serviço ao rei sueco Carlos X Gustavo ao saberem do cerco a Jasna Góra e estavam retornando ao serviço de João II Casimiro Vasa.

### Período da partição
Em 1795, após a Terceira Partição da Polônia, Zambrów ficou temporariamente sob o domínio prussiano e, em 1807, passou a fazer parte do Ducado de Varsóvia e, a partir de 1815, da Polônia do Congresso sob domínio russo.
Durante o Levante de Novembro (1830–1831) e a Revolta de Janeiro (1863–1864), foram travadas pesadas batalhas próximo de Zambrów contra o exército czarista do partidor russo.

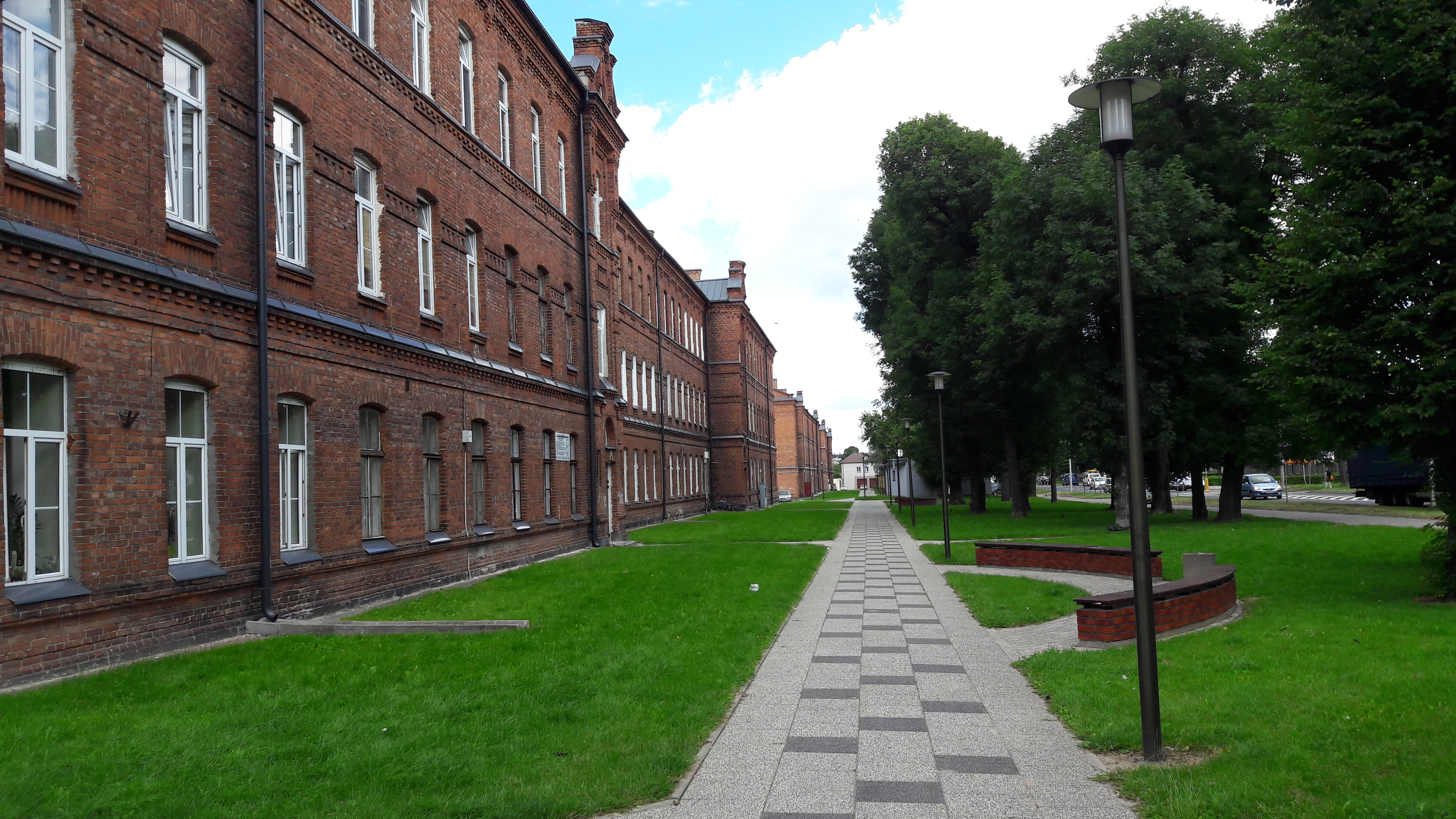
Edifícios do complexo de quartéis ao longo da avenida Wojska Polskiego

Como resultado da reforma administrativa czarista, Zambrów perdeu seus direitos municipais em 1870 (como parte da repressão após a queda da Revolta de Janeiro), que foram recuperados por uma decisão do governo polonês em 1919, ou seja, após a independência.
A construção de quartéis provocou um significativo renascimento econômico e o desenvolvimento de Zambrów, que estava em declínio. Entre 1885 e 1894, um dos mais impressionantes complexos de quartéis da parte ocidental do então Império Russo foi erguido na parte sul da cidade, abrigando dois regimentos de infantaria. Um número significativo de habitantes da cidade, incluindo muitos judeus, conseguiu emprego na construção das instalações e, posteriormente, trabalhou para a guarnição.
Em 1895, houve um grande incêndio em Zambrów, que queimou a sinagoga, as casas de culto, bem como cerca de 400 casas e lojas de judeus. No entanto, a cidade se reconstruiu rapidamente, e novos edifícios de tijolos de dois andares foram erguidos no lugar das pequenas casas na praça principal, bem como nas ruas Ostrowska, Łomżyńska, Białostocka e Kościelna, dando a Zambrów um caráter mais urbano. Outro grande incêndio ocorreu em maio de 1910, quando cerca de 500 edifícios na área da rua Kościelna, a maioria pertencente a judeus, foram destruídos; a parte polonesa da cidade não sofreu muito dessa vez.
No início do século XX, vários partidos políticos poloneses e judeus estavam ativos em Zambrów, incluindo o Partido Socialista Polonês, o Democracia Nacional e o Bund, além de organizações sionistas. Em 1906, foi fundado o círculo da Sociedade Educacional Polonesa, sob os auspícios do qual funcionaram um jardim de infância, uma sala de leitura, uma biblioteca e uma escola primária por um determinado período. Em 1911, duas sociedades de empréstimo e poupança foram instaladas na cidade: uma polonesa e outra judaica.

### Primeira Guerra Mundial e a renascida República da Polônia
A Primeira Guerra Mundial e a renascida República da Polônia
Durante a Primeira Guerra Mundial, em 1915, Zambrów tornou-se um asilo para centenas de refugiados de áreas onde as hostilidades estavam ocorrendo, incluindo Grajewo, Jedwabne, Nowogród e Ostrołęka. As tropas da divisão russa deixaram Zambrów e a cidade ficou sob ocupação alemã até 1918.
Em 1920, durante a Guerra polaco-bolchevique, as tropas do general Edward Rydz-Śmigły, que realizavam tarefas de perseguição, recapturaram Zambrów.
Os soldados poloneses foram colocados no antigo quartel czarista. Após um período de estagnação, o início da década de 1920 assistiu ao renascimento dos partidos políticos poloneses, entre os quais o União Cristã de Unidade Nacional e o Partido Popular Polonês "Wyzwolenie" encontraram considerável apoio. Vários partidos políticos judeus também estavam ativos na cidade, entre os quais se destacavam as organizações sionistas. Os habitantes judeus da cidade participavam ativamente da vida política, social e econômica do centro, participando, entre outras coisas, das eleições para o conselho municipal, criando e administrando várias instituições educacionais e organizações sociais. Havia mais de uma dúzia de escolas polonesas e judaicas, além de duas escolas militares.
Em 1939. Zambrów tinha uma população de 7 500 habitantes (dos quais aproximadamente 50% eram judeus).
A partir do final do século XIX, o desenvolvimento de Zambrów esteve associado ao exército. Naquela época, um grande complexo de quartéis foi construído na parte sul do assentamento. Durante a Segunda República Polonesa, a guarnição de Zambrów foi uma das maiores do país. Entre outros, o 71.º Regimento de Infantaria estava estacionado lá.
Havia duas escolas militares em Zambrów naquela época:
- Escola de Cadetes de Oficiais da Reserva de Infantaria
- Escola de Cadetes Mazovianos da Reserva de Artilharia Jozef Bem.

### Segunda Guerra Mundial

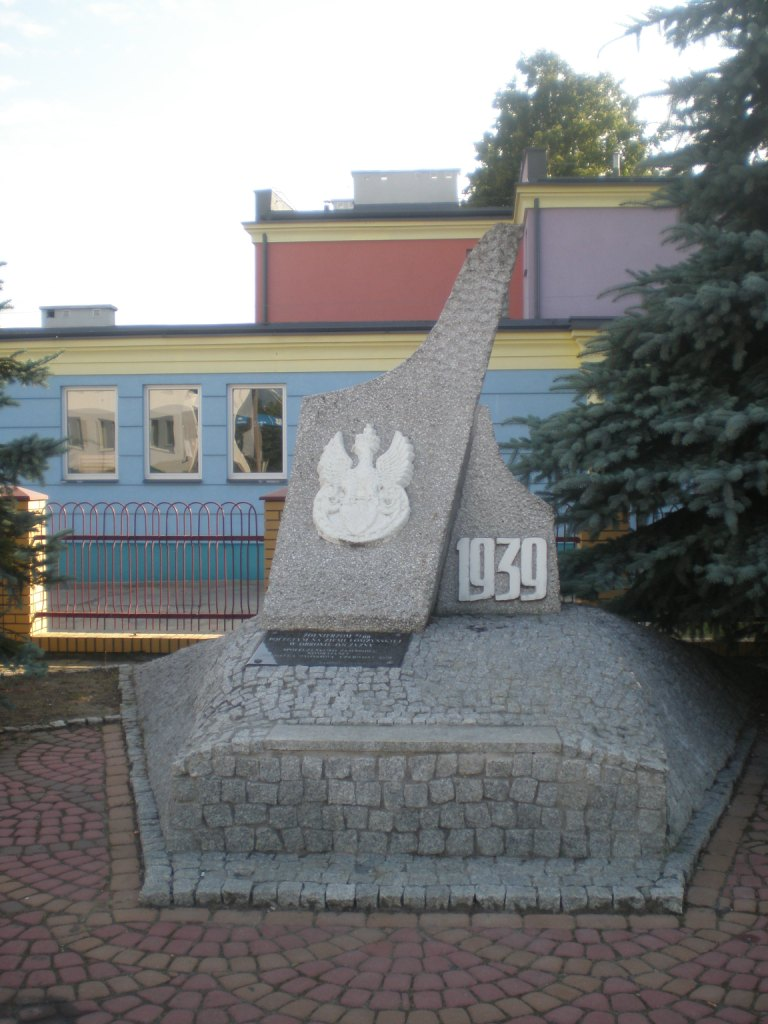
Monumento em homenagem aos soldados do 71.º Regimento de Infantaria que morreram em setembro de 1939. O monumento, inaugurado em 1982, foi reformado em 2005 e transferido para sua localização atual (rua Cardeal S. Wyszyński)

Durante a Campanha de setembro, de 10 a 13 de setembro de 1939 na região de Zambrów, as batalhas com as forças alemãs (19.º Corpo Blindado do general Heinz Guderian) foram travadas pela 18.ª Divisão de Infantaria do Exército polonês, comandada pelo coronel Stefan Kosseck. A significativa superioridade militar do inimigo resultou na capitulação da divisão, cujos soldados restantes (vários milhares de pessoas do 33.º, 71.º e 42.º regimento de infantaria do 18.º Regimento de Infantaria) foram enviados para o campo de treino do quartel militar em Zambrów. Na noite de 13 para 14 de setembro, houve um massacre de prisioneiros de guerra poloneses, quando os alemães atiraram neles com metralhadoras depois que soldados poloneses pularam para evitar serem pisoteados por cavalos assustados. Duzentos soldados poloneses foram mortos e outros cem ficaram feridos.
Sob o Pacto Molotov-Ribbentrop, Zambrów estava sob ocupação soviética no final de setembro de 1939, na Oblast de Białystok incorporada à Bielorrússia soviética. Foram convocadas eleições para as autoridades da Bielorrússia Ocidental. Houve deportações em massa de poloneses para dentro da União Soviética. Um monumento a Lenin e Stalin foi erguido lá (demolido em 1941). Após a agressão alemã contra a União Soviética em 1941, Zambrów esteve sob ocupação alemã até 1944. De agosto de 1941 a janeiro de 1943 havia um gueto em Zambrów — um campo de trânsito para judeus, também havia campos para prisioneiros de guerra e trabalhadores forçados. Após a liquidação do gueto em janeiro de 1943, seus habitantes foram enviados para o campo de extermínio de Auschwitz. Durante a grande geada, os judeus do gueto de Zambrów foram transportados em carroças de camponeses (ordenados pelas autoridades de ocupação) para a estação de trem em Czyżewo, e de lá para campos de extermínio.

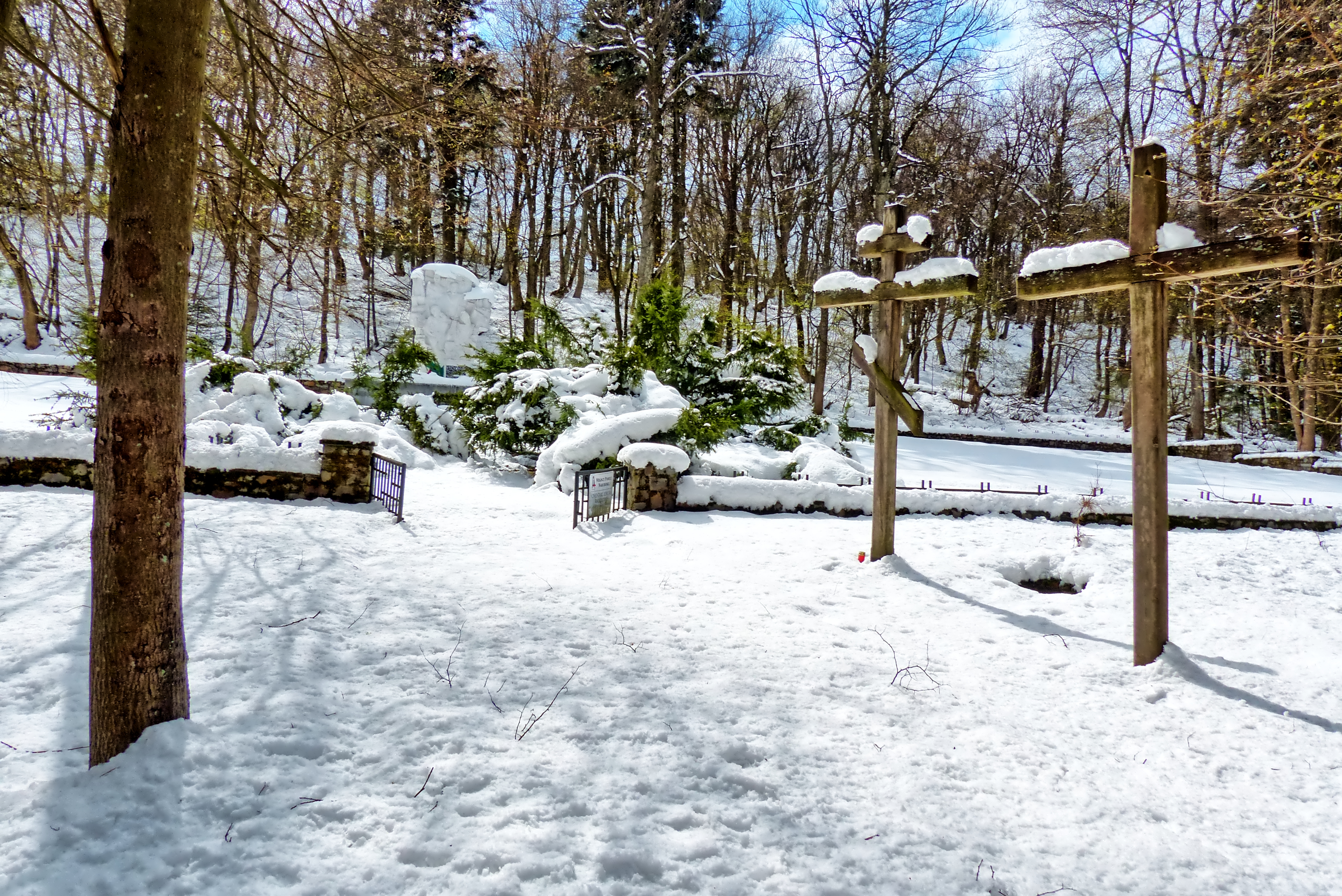
Cemitério de prisioneiros de guerra soviéticos da Segunda Guerra Mundial

Após a invasão alemã da União Soviética em 22 de junho de 1941 e a incorporação de Zambrów ao Reich, foi criado um campo para prisioneiros de guerra soviéticos, existente desde o outono de 1941, onde aproximadamente 12 mil soldados morreram de fome, doenças e tratamento. Em 1943, havia também um campo para cerca de 3 mil prisioneiros de guerra italianos no quartel de Zambrów. Seu destino foi semelhante ao dos soldados soviéticos — quase todos morreram. Havia também campos de trabalho na cidade.
A cidade foi liberta da ocupação nazista em agosto de 1944 pelas tropas do 3.º exército da Segunda Frente Bielorrussa (os que morreram na luta pela cidade foram homenageados por um monumento erguido na rua Kościelna).

### Após a Segunda Guerra Mundial

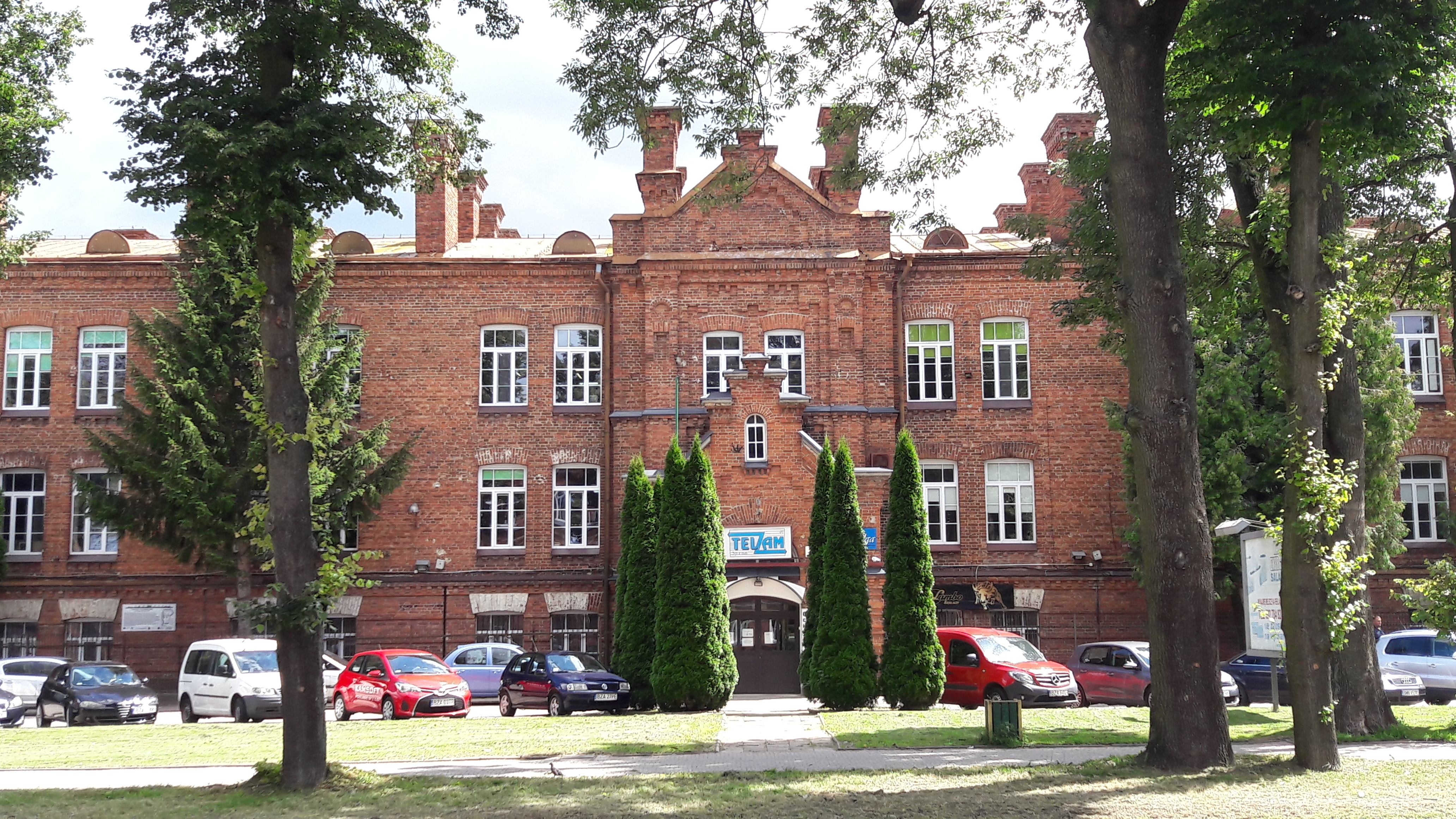
Antigo quartel em Zambrów

Em 1946, Zambrów tinha 4 130 habitantes. Os danos de guerra foram estimados em cerca de 43%. Começou a reconstrução da cidade. Em 1954, as fábricas da indústria do algodão foram inauguradas, empregando mais de 3 mil pessoas. Foi um dos maiores investimentos no nordeste da Polônia.
Até 1954, a cidade era a sede da comuna de Długobórz.

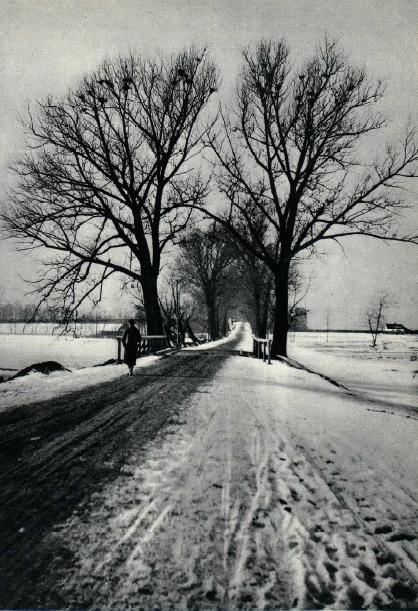
Arredores de Zambrów

Nos anos 1954–1975 a cidade foi a sede do condado. Durante este período, a cidade desenvolveu-se rapidamente. Muitas fábricas foram instaladas, desenvolvendo o processamento agroalimentar e a base de serviços. A indústria, concentrada principalmente na parte do quartel da cidade, na avenida Wojska Polskiego e ruas Fabryczna, Mazowiecka e Grunwaldzka, deu emprego a milhares de moradores de Zambrów e arredores. A fábrica principal é a fábrica da Indústria de Algodão de Zambrów com o nome da Revolução de Outubro (o nome sobreviveu até a mudança de regime), e empregava mais de 3 mil pessoas, principalmente mulheres. Na década de 1970, foram fundadas duas filiais de indústrias de Varsóvia e arredores: Państwowe Zakłady Teletransmisacyjne (a chamada Teletransmisja) e Zakłady Mechaniczno-Precyzyjyczne MERA-BŁONIE (produziam componentes para impressoras matriciais e termostatos para carros de passeio — Fiat polonês, mas principalmente para o Lada soviético). Ambas empregavam cerca de 300–400 pessoas. Elas faliram após a mudança do sistema político: as usinas de teletransmissão foram compradas pela ALCATEL espanhola, e a Błonie perdeu seu mercado nos países socialistas e entrou em colapso. Havia também o POM — o Centro de Máquinas do Estado (principalmente para a agricultura) e a Cooperativa Distrital de Laticínios com uma tradição centenária (hoje uma parte dependente de Mlekpol em Grajewo) operada na cidade. Essas fábricas também empregavam várias centenas de pessoas. As empresas operavam escolas vocacionais internas, que educavam os jovens nas profissões necessárias para a indústria: serralheiro, torneiro, tecelão, etc.
No outono de 1980, começaram a surgir ligações do Sindicato Autônomo Independente “Solidarność” nas empresas e instituições de Zambrów, que se concentravam no ramo do NSZZ “Solidarność” na região da Mazóvia, criado no final de 1980. Após a imposição da lei marcial em 13 de dezembro de 1981, cinco ativistas da União foram detidos e presos em Suwałki. Eles foram libertos em 1982. Na década de 1980, a atividade da oposição em Zambrów estava concentrada principalmente em torno de Lech Feszler, Eugeniusz Łomociński, Krystyna Podolska e Marek Rutkowski. Parte desta atividade também foi realizada nas estruturas locais do Clube de Inteligência Católica e da Sociedade dos Amigos da Contenção e do Trabalho. Como parte deste último, em 4 de dezembro de 1988, foi fundado o Comitê Fundador do Comitê para a Reconstrução do Monumento à Revolta de Janeiro, demolido em 1940 após a incorporação de Zambrów à União Soviética um ano antes.
A atividade de oposição dos jovens no final da década de 1980 centrava-se sobretudo nas atividades da IV Grupo de Escoteiros de Zambrów Andrzej Małkowski e nas estruturas locais da Federação da Juventude de Combate e, em seguida, no Movimento de Solidariedade da Juventude Independente.
Na primavera de 1989, a oposição que atuava em Zambrów se reuniu no Comitê Cívico “Solidariedade”. Seu sucesso foi a eleição do candidato da Coalizão Cívica “Solidariedade” Marek Rutkowski como deputado nas eleições de junho de 1989 e a vitória nas eleições do governo local em maio de 1990.

### Década de 1990. Século XX

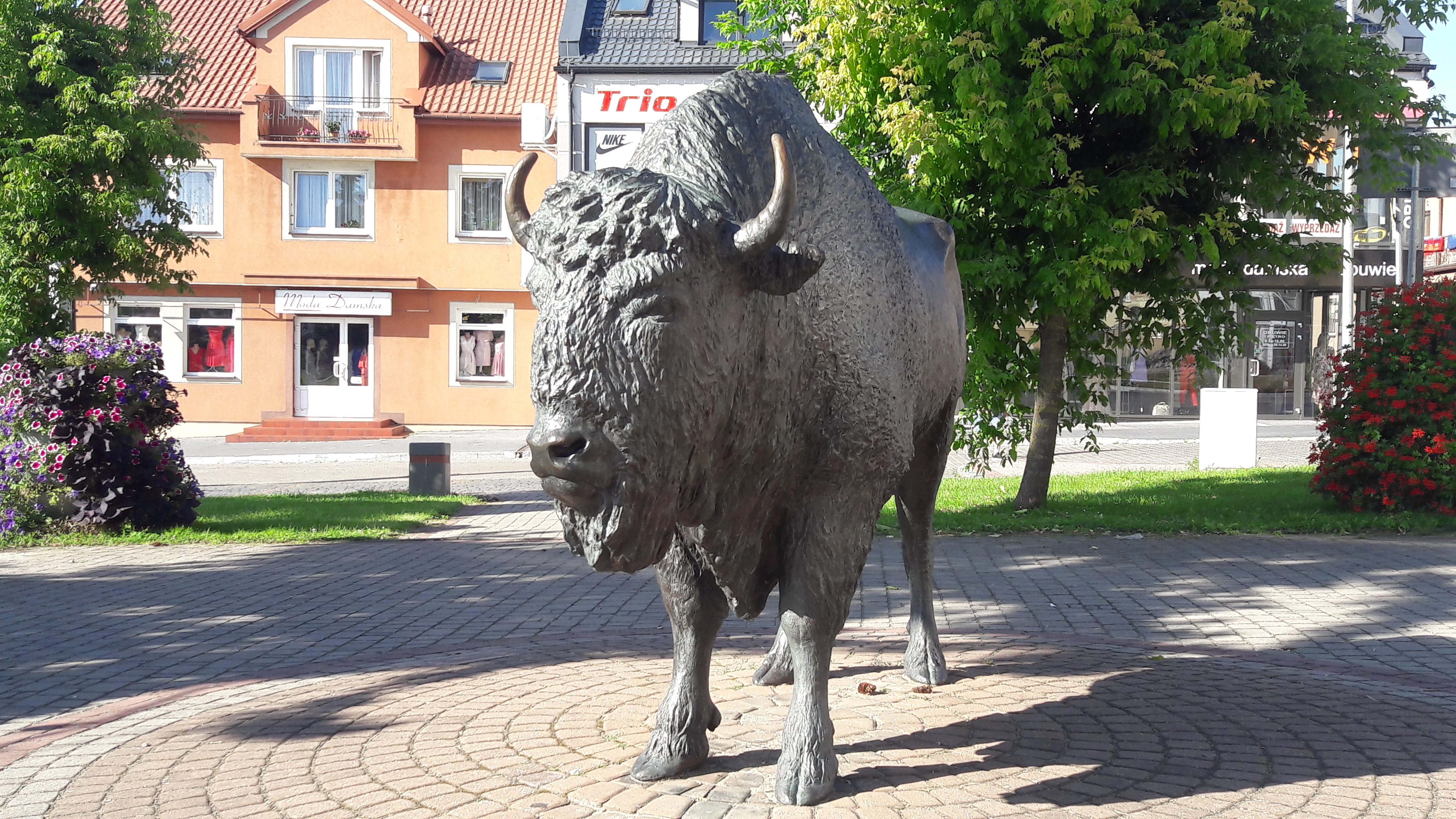
Monumento ao bisão Zambrúsia — a origem do nome da cidade

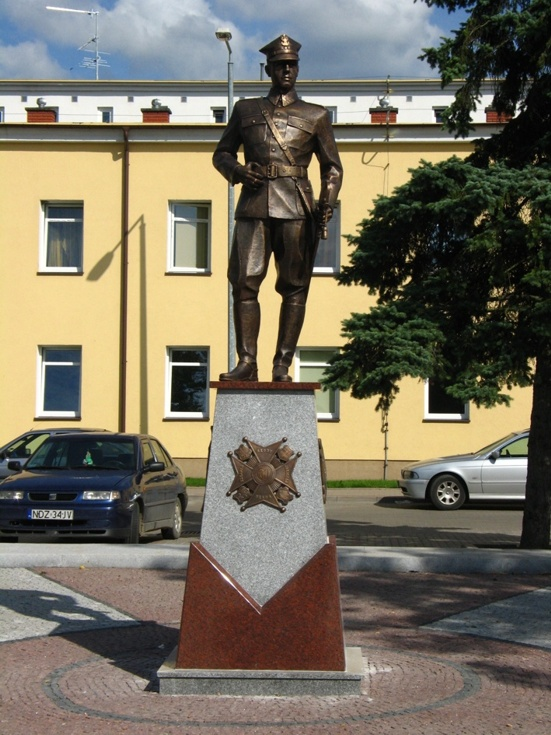
Monumento a um oficial do exército polonês

Com a queda do socialismo, poucos anos após 1989, todas as empresas instaladas nos tempos da República Popular da Polônia entraram em colapso (exceto a OSM) e o período de prosperidade industrial terminou. A indústria de processamento de alimentos é a Fábrica de Processamento de Frutas e Vegetais da rua Magazynowej, que continua a funcionar após mudanças e transformações. Zambrów, tendo perdido a sua indústria e empregos, deixou de atrair pessoas da vizinhança, os habitantes da cidade tiveram que emigrar em busca de trabalho. A redução dos empregos na indústria e a situação do mercado de trabalho foram agravadas pela liquidação da unidade militar na vizinha Czerwony Bór (década de 1990), onde havia pequenos serviços como cantina, lavanderia e jardim de infância. Zambrów perdeu mais empregos em 2005, quando a sucursal de Zambrów da Instituição de Seguro Social, que servia o território da antiga voivodia de Łomża foi liquidada.
Em 1991, a cidade e a comuna foram divididas em duas unidades administrativas distintas: a cidade de Zambrów e a comuna de Zambrów. Desde então, a cidade é um centro administrativo, comercial, econômico e de serviços para os municípios do entorno.
Em 1 de janeiro de 1999, Zambrów voltou a ser a sede do condado.
Atualmente, Zambrów é um importante centro de comércio, onde a população local faz compras. No subúrbio de Laskowec, em Zambrów, há uma grande fábrica de produção de janelas, a Dobroplast, que agora pertence à empresa suíça “AFG”. Do outro lado da cidade, entre os vilarejos de Wądołki e Ostrożne, está localizada uma estação de compressão de gás EuRoPol GAZ s.a. Na estrada para Czyżew, na área conhecida pelos antigos zambrowianos como “campo de tiro”, pequenas fábricas se instalaram nos últimos anos: Polski Asfalt de mistura betuminosa, a fábrica de equipamentos médicos Balton, a empresa Inter-Tech. PPHU. P. Jankowski de máquinas agrícolas.

## Economia

### Áreas de investimento
Zambrów é a primeira cidade do país a concluir um contrato para um subsídio da União Europeia do “Programa de Desenvolvimento da Polônia Oriental” e concluiu com sucesso este projeto. Na parte sul de Zambrów (ruas: Sitarska, Targowa, Strzelnicza) existem áreas de investimento com uma área de 32,9 hectares destinadas a investimentos de produção inovadores. O terreno foi provido de mídia e estradas foram criadas. A área está isenta de impostos.

### Empreendimentos

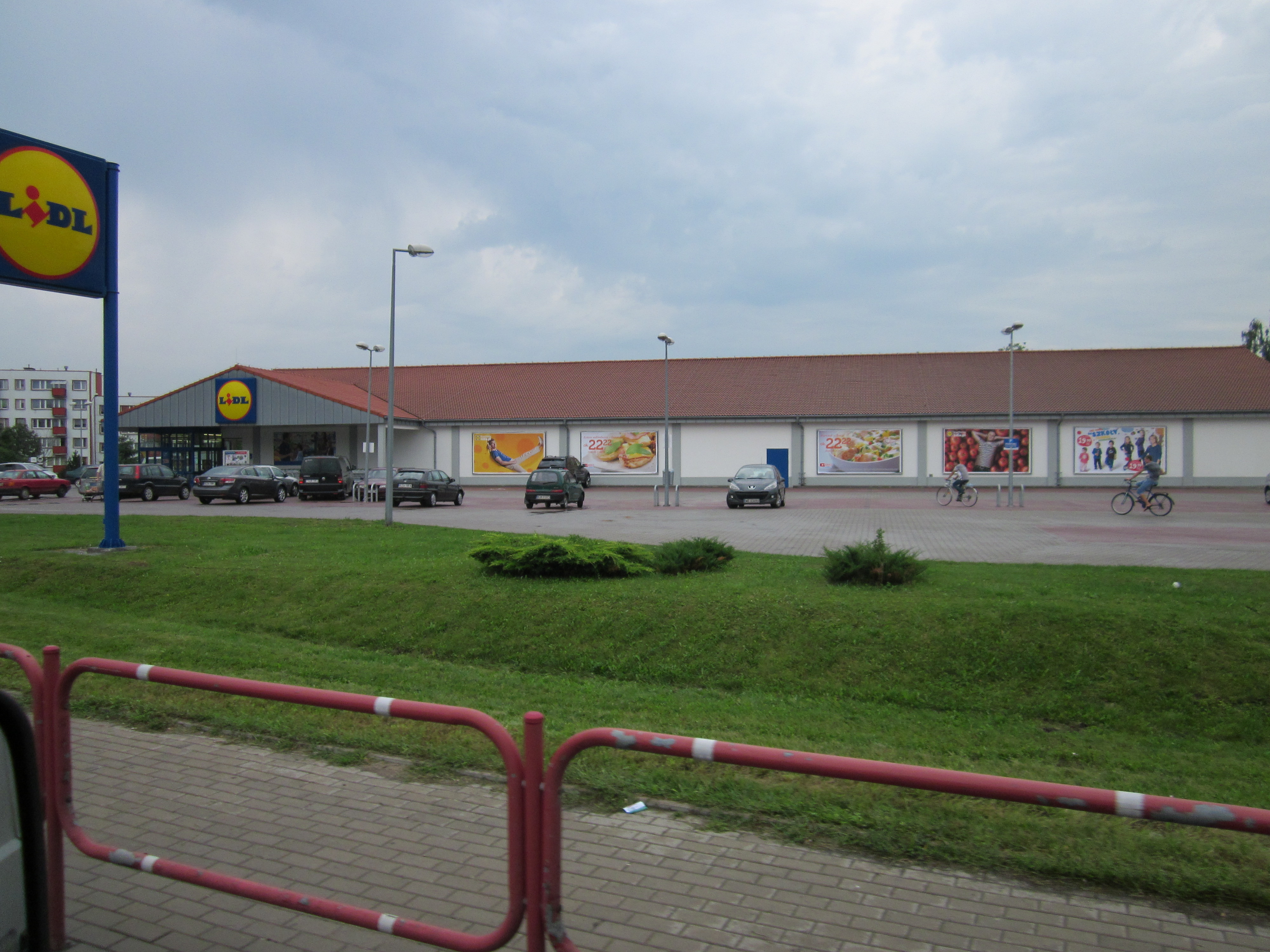
Supermercado Lidl em Zambrów

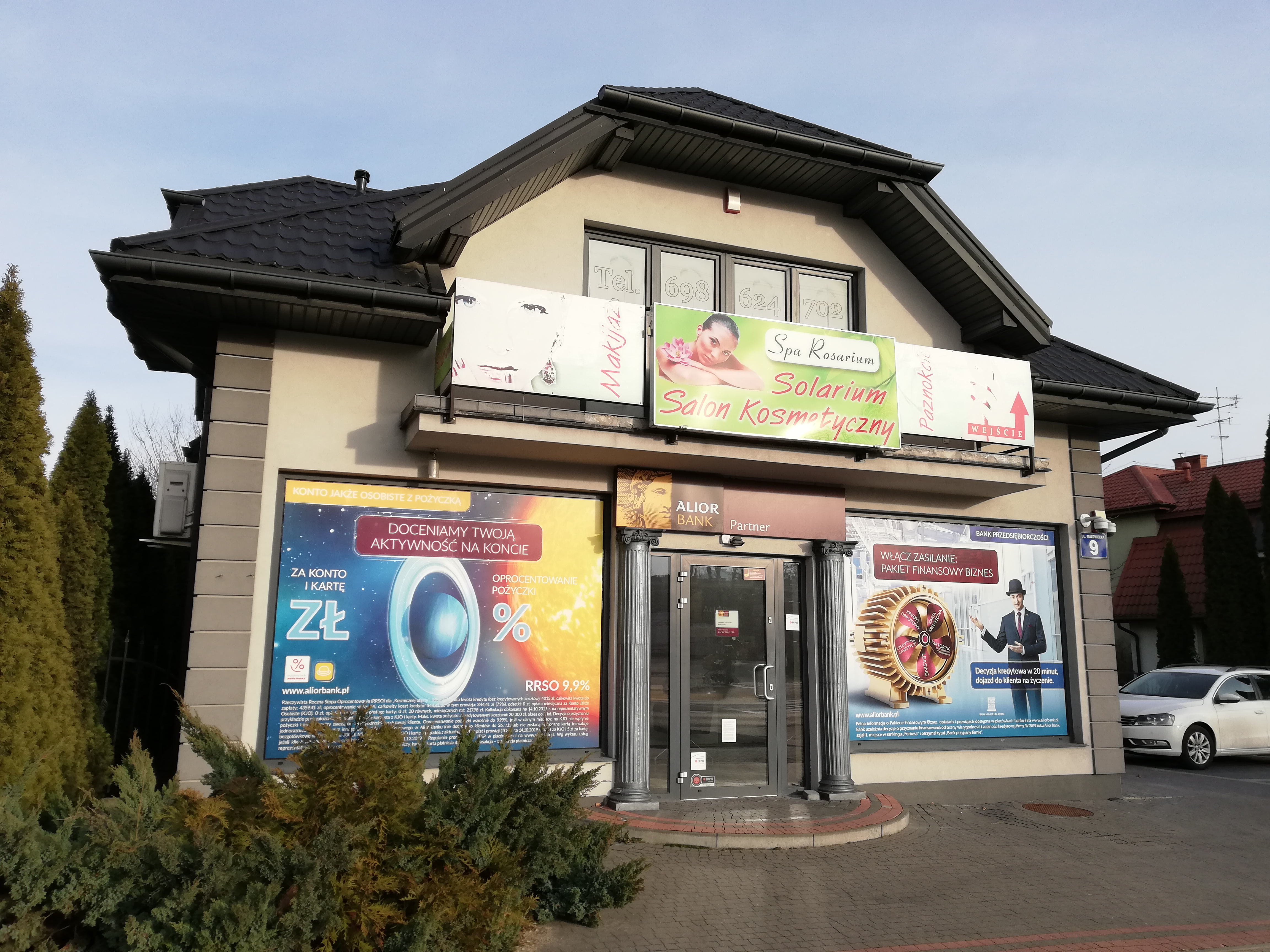
Casa com colunas em Zambrów que abriga o Alior Bank

- Departamento da Cooperativa de Laticínios MLEKPOL
- Parque Industrial Zambrów (incluindo Keylite RW Polska Sp.z o.o., OKNOREX Sp.k., TEFIM Sp.z o.o.)

### Instituições
- Seguro Social
- Fundo de Seguro Social Agrícola
- Centro Cultural Municipal
- Agência de Reestruturação e Modernização da Agricultura
- Fundação para o Desenvolvimento da Agricultura polonesa
- Inspetoria de Supervisão de Edifícios do Condado
- Centro Municipal de Assistência Social
- ODR Zambrów
- Centro de Assistência à Família do Condado
- Centro de Aconselhamento Psicológico e Pedagógico
- Inspetoria Veterinária do Condado
- Administração Rodoviária do Condado
- SANEPID
- Delegacia do Trabalho do Condado

## Transportes

### Transporte rodoviário
As seguintes estradas passam pela cidade:
- : fronteira do país com a Lituânia  — Kudowa-Zdrój — Breslávia — Varsóvia — Białystok — Budzisko — fronteira do país com a República Checa
- : fronteira do país com a Rússia  — Perły — Giżycko — Pisz — Łomża — Zambrów — Siedlce — Radzyń Podlaski — Sławatycze — fronteira do país com a Bielorrússia
- : Zambrów — Bielsk Podlaski — Połowce — fronteira do país com a Bielorrússia

Além destas, pode-se viajar de Zambrów para:
- Wola Zambrowska (ao longo da rua Wolska ou Kulbata)
- Wądołki-Bućki, Grzymały
- Cieciorki, Gać e Gronostaje-Puszcza
- Wola Zambrzycka e Szczodruchy
- Kołaki Kościelne (indo para Białystok e Wiśniewo, saindo para Ćwikły-Krajewo ou em Gosia Małe para Kołaki)
- Grabówka

#### Rotatórias
Existem 7 rotatórias na cidade:

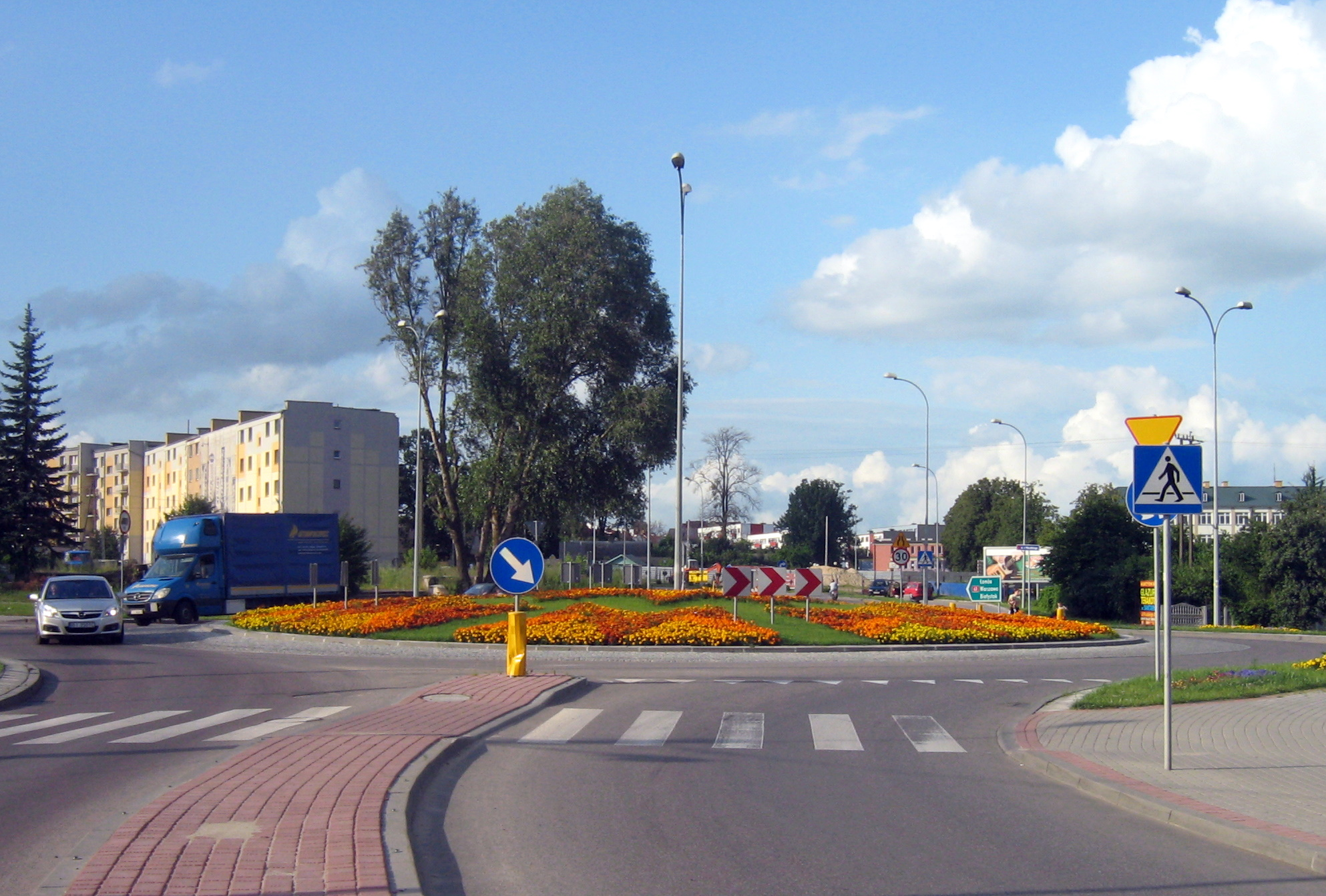
Rotatória em Zambrów na estrada nacional n.º 63

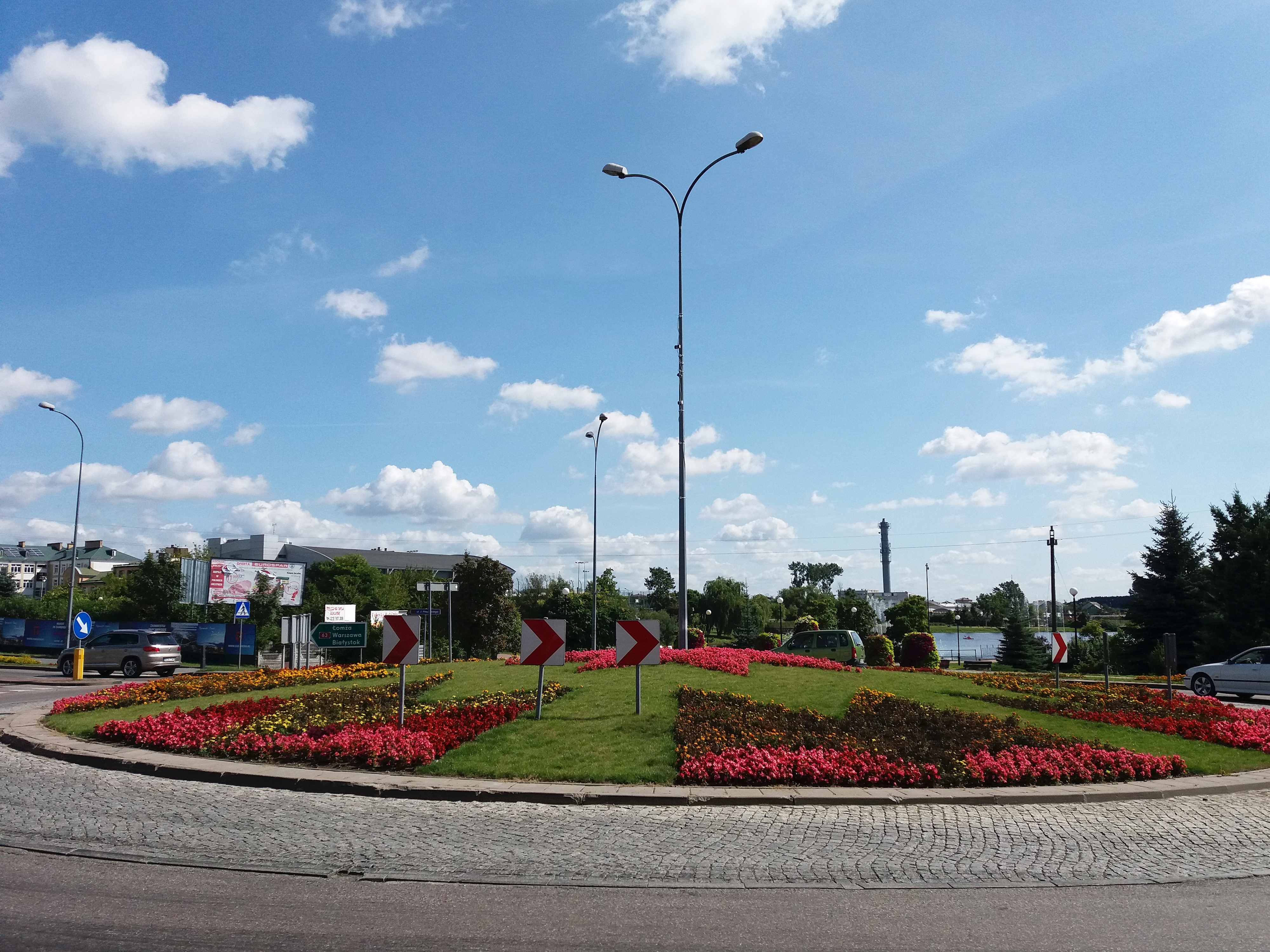
Rotatória de Dmowskiego em Zambrów

- Zesłańców Sybirak (cruzamento das ruas Białostocka, Bema e Popieża Jana Pawła II)
- Romana Dmowskiego (cruzamento das ruas Świętokrzyska e Piłsudskiego)
- Mazowieckiej Szkoły Podchorążych Rezerwy Artylerii (cruzamento das ruas Kościuszki, Mazowiecka e Milenijna)
- Coronel Roman Borzęcki (nas ruas Mazowiecka e 71 Pułku Piechoty)
- Cruzamento da rua Ostrowska com a estrada de acesso ao cruzamento S-8 Zambrów Oeste
- Tenente-coronel Adam Zbijewski (cruzamentos das ruas 71 Pułku Piechoty, Popieża John Paul II e Grabowska)
- “Książąt Mazowieckich” (cruzamento das ruas Capitão Witolda Pilecki (antes da mudança de nome de Bolesław Podedworny), Żytnia e General Józef Bem)

#### Desvio de Zambrów 2009–2012
O desvio começa alguns quilômetros antes da saída para a vila de Sędziwuje e segue para o norte da cidade. Após a saída para Sędziwuje e o moinho, foi construído um entroncamento, com saída para as rodovias DK63 (Łomża e Siedlce) e DK66 (Wysokie Mazowieckie). Em seguida, a estrada, após passar pela cidade, atravessa a atual rodovia DK8 entre Zambrów e Wiśniew, onde foi criada uma saída para esses locais. O desvio contorna Wiśniewo pelo sul e percorre a rota Wiśniewo - Ćwikły-Rupie - Kołaki Kościelne. A poucos quilômetros de Wisniew, o desvio se junta à rodovia DK8.

#### Transporte público
A partir de janeiro de 2019, os ônibus de transporte público gratuitos começaram a circular em 4 linhas em Zambrów:
- Linha 1 (Papa João Paulo II, Białystok, Konopnicka, Piłsudskiego, avenida Wojska Polskiego, Magazynowa)
- Linha 2 (Papa João Paulo II, Białystok, Konopnicka, Piłsudskiego, avenida Wojska Polskiego, Wolska, Kulbata, Magazynowa)
- Linha 3 (Papa João Paulo II, Białystok, Konopnicka, SP5, 71 Pułku Piechoty, Armii Krajowej, avenida Wojska Polskiego, Magazynowa)
- Linha 4 (Papa João Paulo II, Białostocka, Konopnicka, Ostrowska, avenida Wojska Polskiego, Wolska, Kulbata, Magazynowa)

#### Transporte intermunicipal
O transporte intermunicipal é fornecido pela PKS Nova e PlusBus. Zambrów tem conexões diretas de ônibus com Białystok, Varsóvia, Łomża, Olsztyn, Ciechanowiec, Wysokie Mazowieckie e Ostrów Mazowiecka.

## Educação

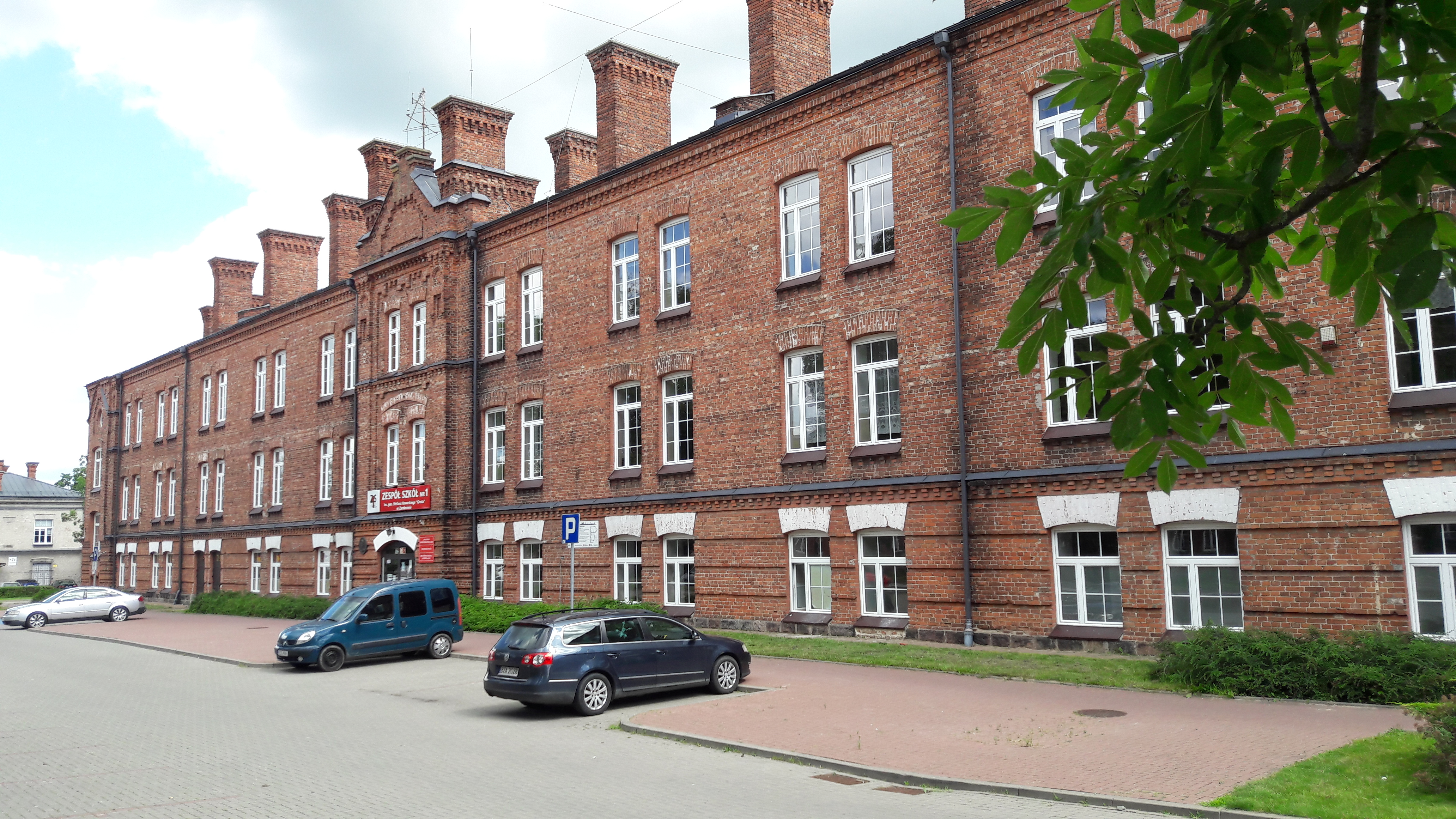
Complexo Escolar n.º 1 Stefan Rowecki “Grot”

### Jardins de infância
- Jardim de Infância Municipal n.º 1 – Akademia Malucha
- Jardim de Infância Municipal n.º 3
- Jardim de Infância Municipal n.º 4  – Biedronki
- Jardim de Infância Municipal n.º 5
- Jardim de Infância Municipal n.º 6

### Escolas primárias
- Escola Primária n.º 3 Janusz Kusociński
- Escola Primária n.º 4 Władysław Broniewski
- Escola Primária n.º 5 Nicolau Copérnico

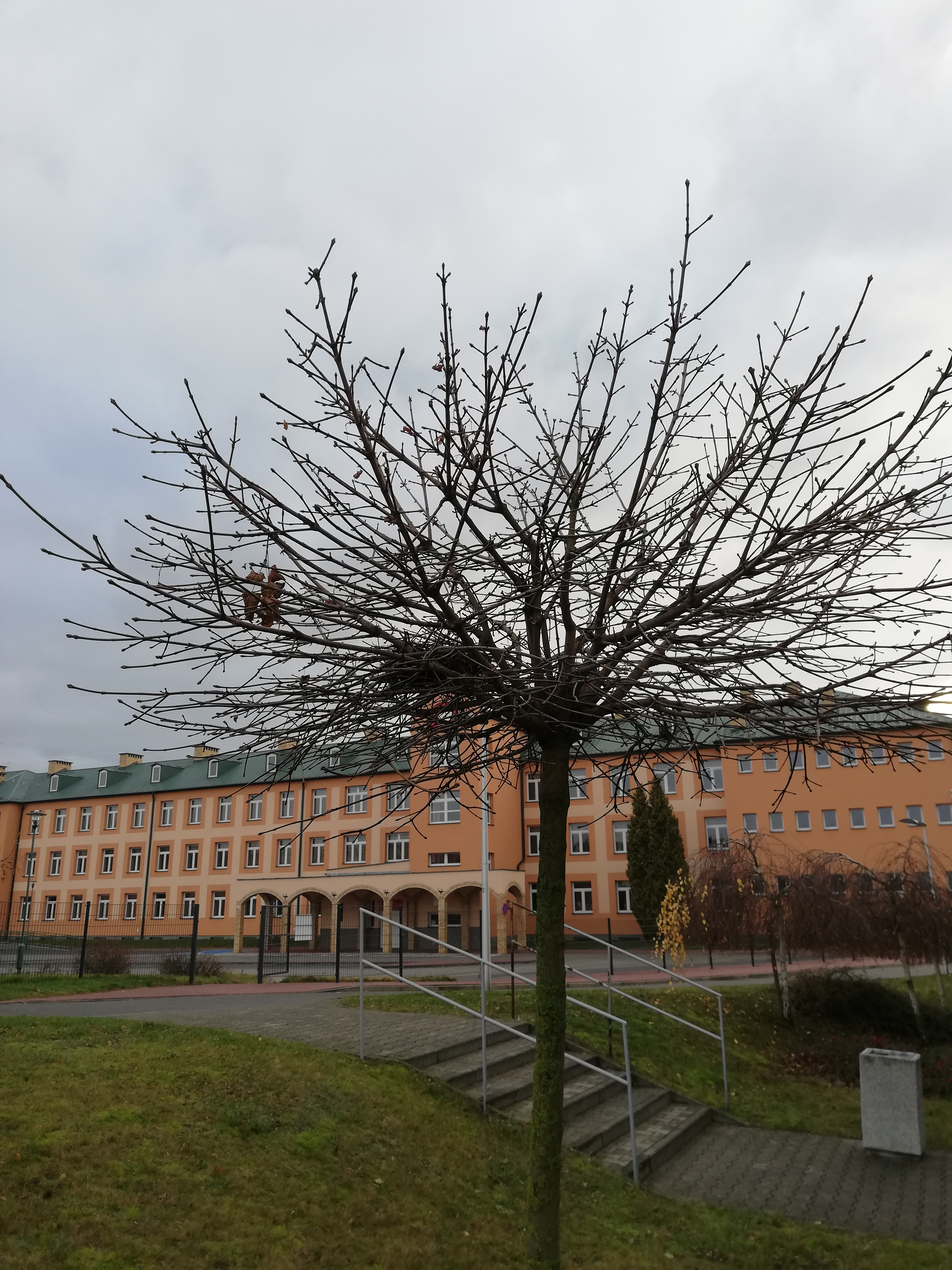
A nova sede da Escola Primária n.º 5 no edifício da antiga Escola Secundária Municipal n.º 1

### Escolas secundarias
- Escola secundária Stanisław Konarski
- Complexo Escolar n.º 1 Stefan Rowecki “Grot”
  - II Escola Secundária
  - Escola técnica n.º 1
  - Escola Industrial de Primeiro Nível n.º 1
  - Escola Secundária para Adultos n.º 2
- Complexo Escolar do Agronegócio Szkół Podchorążych Rezerwy
  - III Escola Secundária
  - Escola Secundária Técnica n.º 2
  - Escola Industrial de Primeiro Nível n.º 2
  - Escola Secundária para Adultos n.º 1
- Centro de Formação Profissional
  - Escola Secundária
  - Escola técnica
  - Escola Secundária para Adultos
  - Escola pós-secundária para Adultos
  - Centro de Formação Profissional
- Associação de Apoio à Educação Econômica e de Mercado de Trabalho
  - Escola Industrial de Primeiro Nível n.º 3 para Jovens

### Escolas de artes
- Escola Estadual de Música Primária Witold Lutosławski

## Cultura

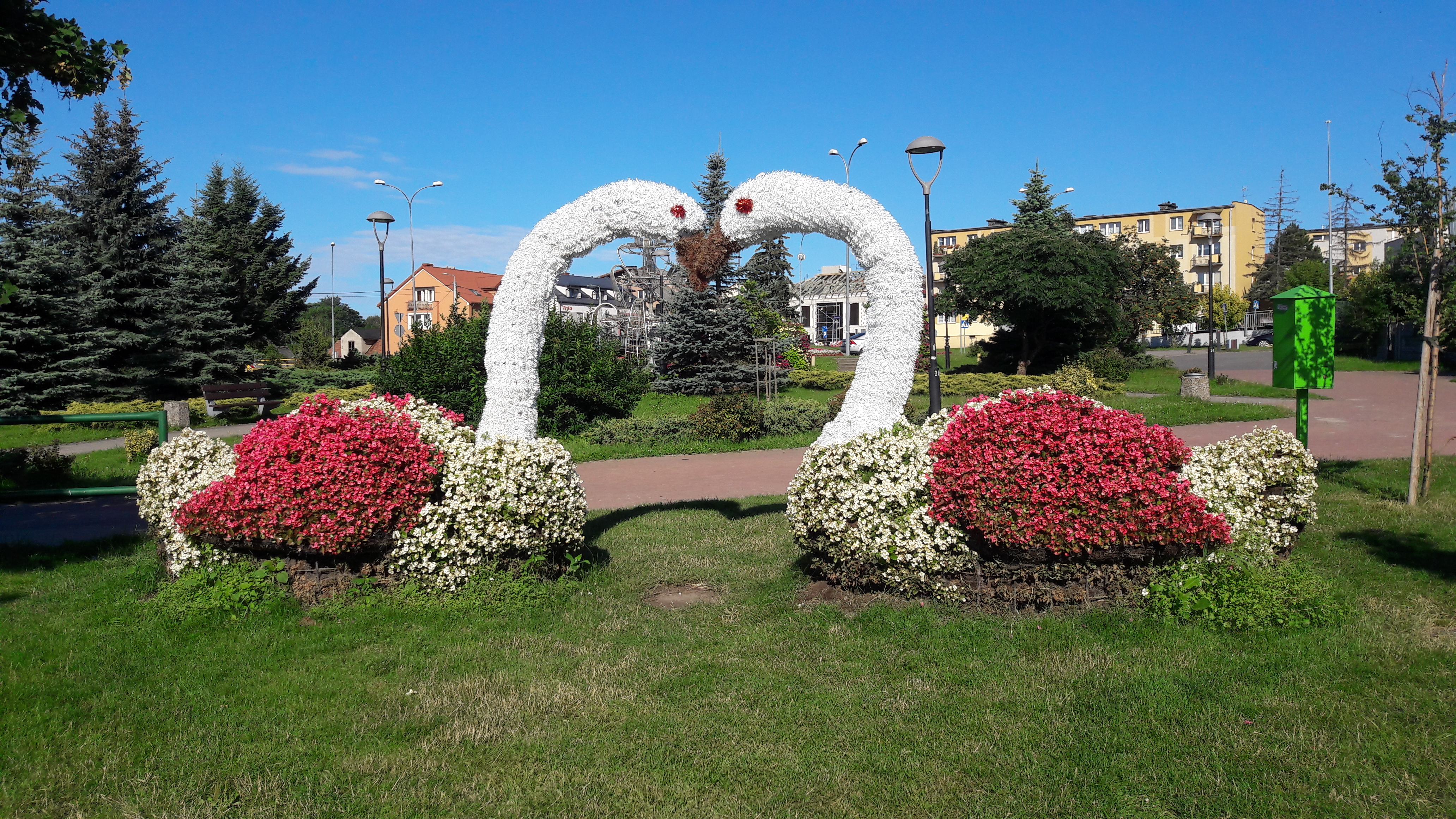
Escultura de jardim de dois cisnes

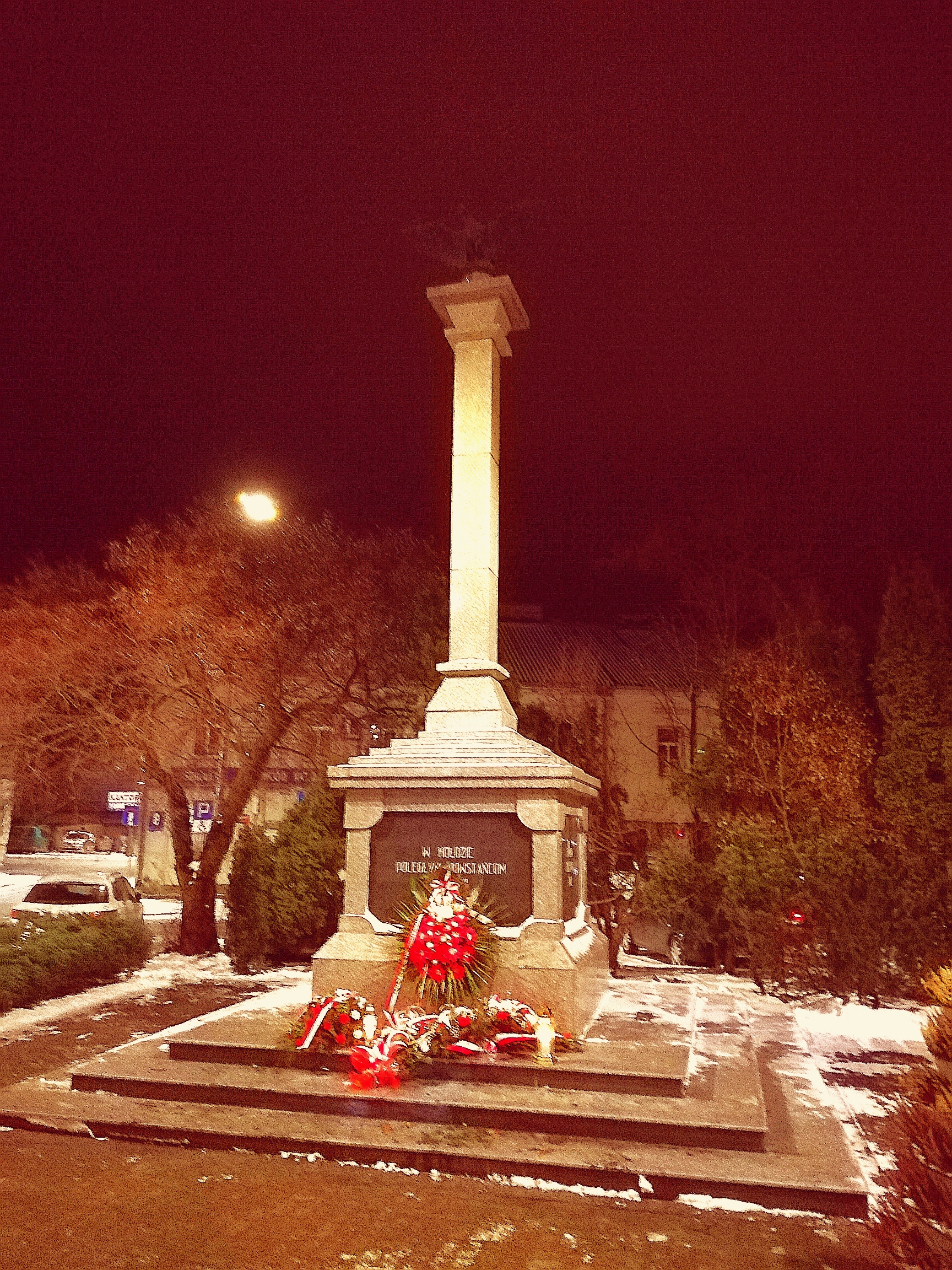
Monumento à Revolta de Janeiro na praça W. Sikorski, inaugurado em 1930, reconstruído em 1993

### Dias de Zambrów
Em Zambrów todos os anos, durante 13 anos, foram organizados os “Dias de Zambrów”, durante os quais foram realizadas competições esportivas e concertos de música. Por ocasião dos “Dias de Zambrów”, a cidade foi representada por: Lombard, Ich Troje, Antonina Krzysztoń, Ryszard Rynkowski, Kobranocka, Blue Cafe, Sumptuastic, Video T.Love e Sylwia Grzeszczak.

### Música
Złodzieje Rowerów
A banda de hardcore/punk Złodzieje Rowerów foi fundada e opera em Zambrów. No início dos anos 90 surgiram muitas bandas de punk/rock, incluindo: HWDK Kaloryfer (mais tarde renomeado Dylizans), No Profits, Koziolek Matolek, Lidex Band e muitas outras sem nome.

### Moedas comemorativas de Zambrów
Durante o período de férias em Zambrów, pode-se pagar em algumas lojas com moedas comemorativas: emitidas pela cidade de Zambrów — Ząbrami e as emitidas pelo condado de Zambrów — Dukatami. Esta moeda específica não é apenas um elemento simbólico e ocasional para os habitantes de Zambrów e turistas que visitam a cidade, mas também o objetivo de muitos colecionadores.

### Biblioteca
A parte principal do acervo da Biblioteca Pública Municipal está localizada na rua Wyszyńskiego 2. Existe uma filial da biblioteca na Avenida Wojska Polskiego 25.

### Centro Cultural (implementação 2008–2011/2012)
O Centro Cultural foi construído na área entre a Biblioteca Pública Municipal da rua Wyszyński, o Ginásio Municipal e a piscina Delfin na rua Sportowa. A entrada para a área de estacionamento é possível a partir da rua Sportowa. O prédio possui sala de cinema, entretenimento e teatro com 298 lugares e 48 lugares adicionais nos camarotes, com palco de 129 metros equipado com iluminação cênica especializada. O equipamento de projeção permite a exibição de filmes digitais protegido contra exibição não autorizada (padrão DCI, o chamado D-cinema) e desprotegido (chamado E-cinema) em tecnologia 2D e 3D. O sistema de óculos ativos XpanD foi usado e dois projetores foram sincronizados (pela primeira vez na Polônia) em um sistema 3D. O sistema de som é fornecido por uma matriz com processador DSP no padrão 5.1 e o console Allen & Heath Ilive-112 (com 28 faders para o palco), que controla remotamente o funcionamento de todo o sistema e a possibilidade de gravação da trilha sonora.
No piso térreo do edifício há um clube, sala de conferências e uma galeria de exposições de arte. No primeiro andar estão: salas de dança e teatro com espelhos e barras de ginástica, salas de música com amortecimento acústico, duas oficinas de arte, depósitos de instrumentos, figurinos e uniformes, salas administrativas e de escritório para os funcionários do Centro Cultural Municipal. Na parte subterrânea existem salas para outras atividades (Câmara Histórica Regional) e salas técnicas. O edifício tem um elevador adaptado para deficientes motores.
O investimento foi integralmente financiado pelo orçamento da Cidade de Zambrów, o Programa Operacional Regional da voivodia da Podláquia para os anos 2007–2013 e o Fundo Estatal de Reabilitação de Pessoas com Deficiência. A cerimônia de inauguração ocorreu em 21 de janeiro de 2012.

## Turismo
Atrações

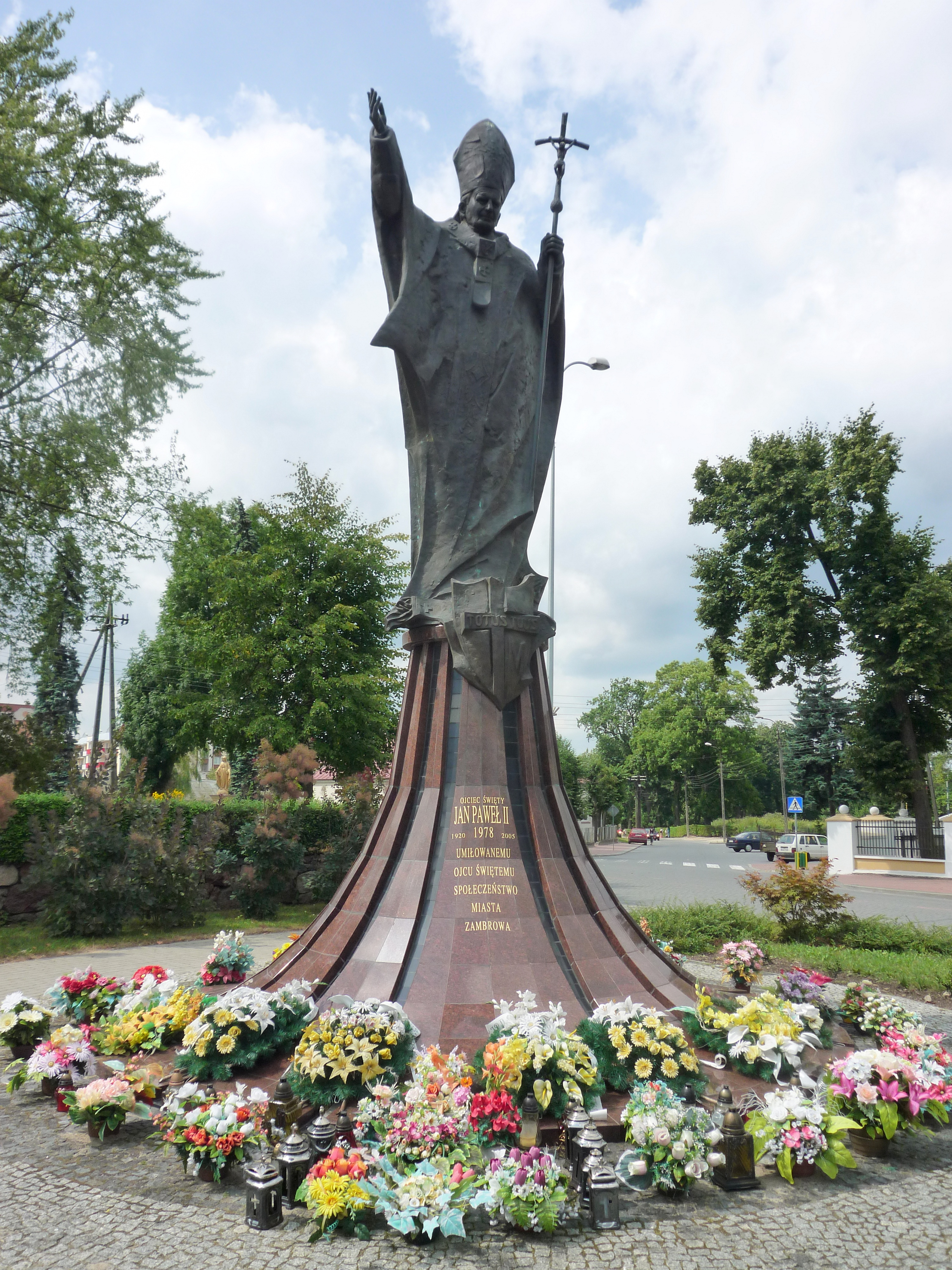
Monumento a João Paulo II na igreja da Santíssima Trindade

- Monumento do bisão feito de bronze, chamado pelos habitantes da cidade “Zambruś”
- Monumento a João Paulo II na praça perto da igreja da Santíssima Trindade
- Monumento ao Oficial da Segunda República da Polônia em frente ao Parque Industrial de Zambrów (criado em 2010)
- Fonte com três leões (de bronze) no centro de Zambrów
- Piscina municipal “Delfin”
- Complexo de vegetação urbana à beira da lagoa e do parque “Księży lasek”
- Câmara Histórica Regional em Zambrów — foi criada em 2000. A atividade da Câmara consiste em recolher objetos antigos encontrados na cidade e comuna de Zambrów, processá-las e disponibilizar exposições aos visitantes. Pode-se ver objetos que datam de tempos primitivos. Muito vistos são os pratos retirados das urnas e os belos jarros medievais. A câmara está aberta de segunda a sexta-feira das 8h00 às 15h00. A visita à Câmara Regional é gratuita. Em abril, foi apresentada a exposição “Garnizon Zambrów” e publicado um álbum com o mesmo nome com fotos comemorativas dos soldados das unidades estacionadas em Zambrów antes da Segunda Guerra Mundial.

Monumentos históricos

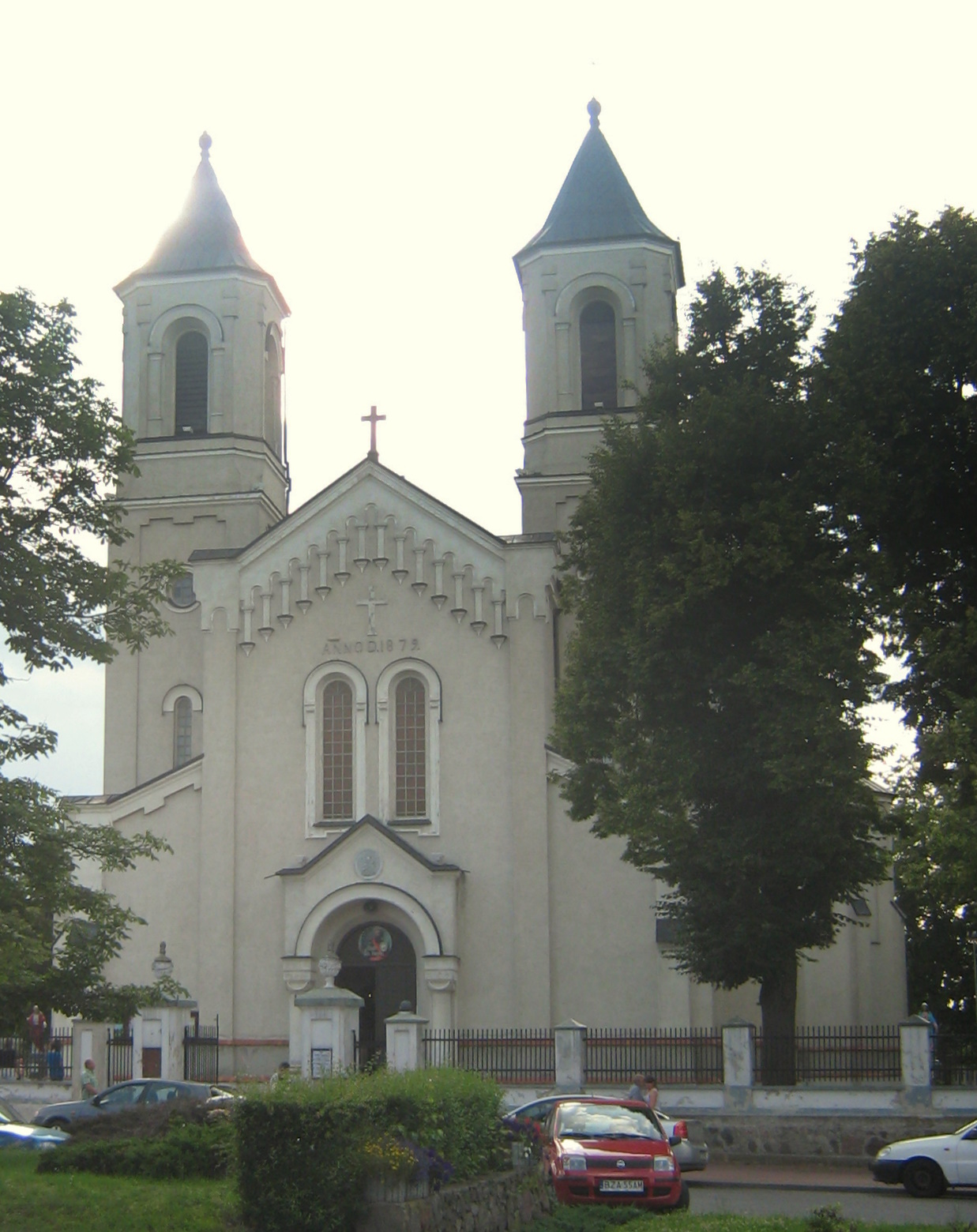
Igreja paroquial da Santíssima Trindade, século XIX

- Igreja paroquial de Santíssima Trindade, construída em 1879
- Cemitério católico fundado em 1795
  - Túmulo de insurgentes de 1863–1864
  - Monumento funerário, erguido às vítimas dos crimes nazistas em 1943
  - Capela de madeira no cemitério católico (construída em 1795)
  - Muro da igreja do cemitério com o portão, construído no início do século XX
  - Capela de São João Nepomuceno, localizado no canto nordeste da igreja do cemitério (originalmente localizada na ponte sobre o rio Jabłonka)
  - Capela do túmulo da família Woyczyński no cemitério católico (construída em 1870)
  - Muro do cemitério católico (construído em 1868)
- Cemitério judaico da primeira metade do século XIX
- Cemitério de guerra de soldados soviéticos e prisioneiros de guerra (1941–1944)
- Complexo de edifícios militares (28 edifícios: quartéis, armazéns, dependências), construído nos anos 1885–1900
- Prédios residenciais na rua Tadeusz Kościuszko e praça General Władysław Sikorski, construídos no final do século XIX e início do século XX
- Antiga estação dos correios na avenida Wojska Polskiego 16, construída no início do século XX
- Cruzamento na estrada para Klimasze, por volta de 1890.

## Esportes

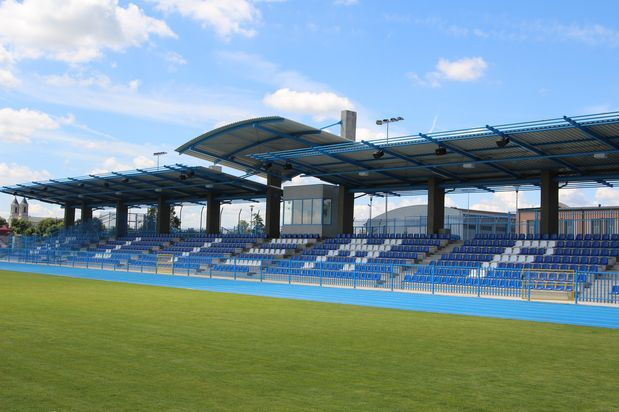
Estádio Municipal

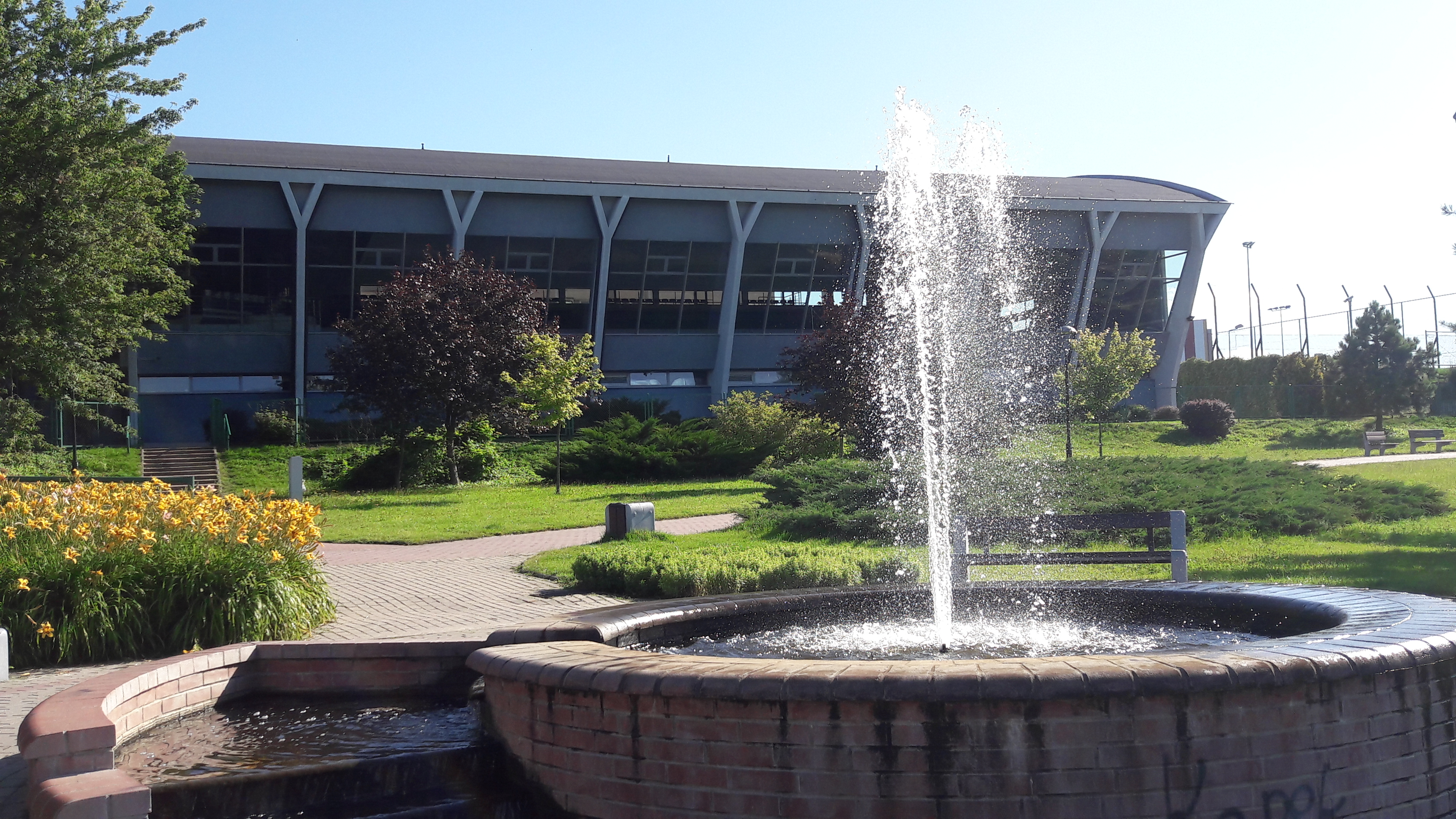
Piscina municipal “Delfin”

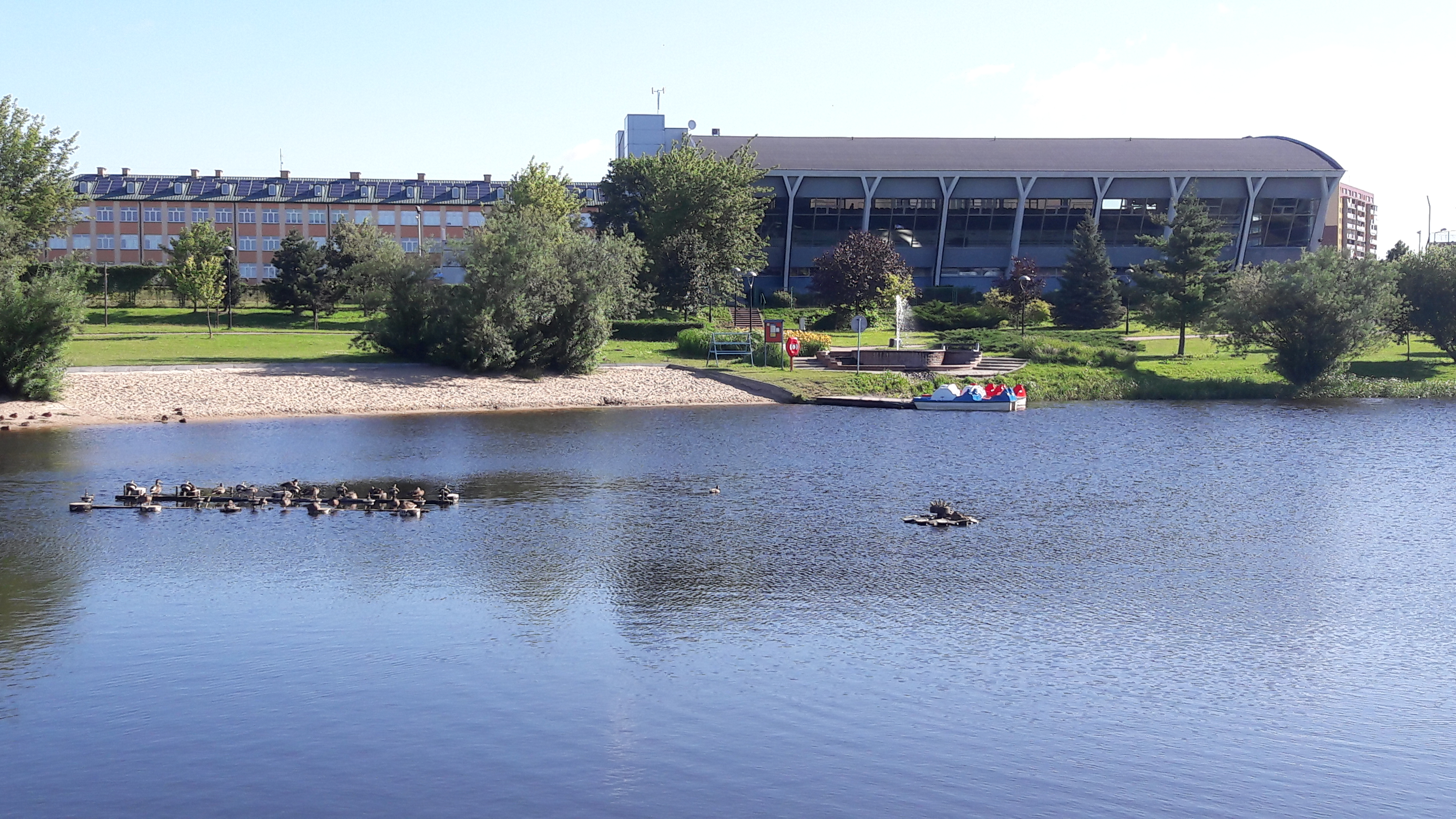
Áreas de lazer

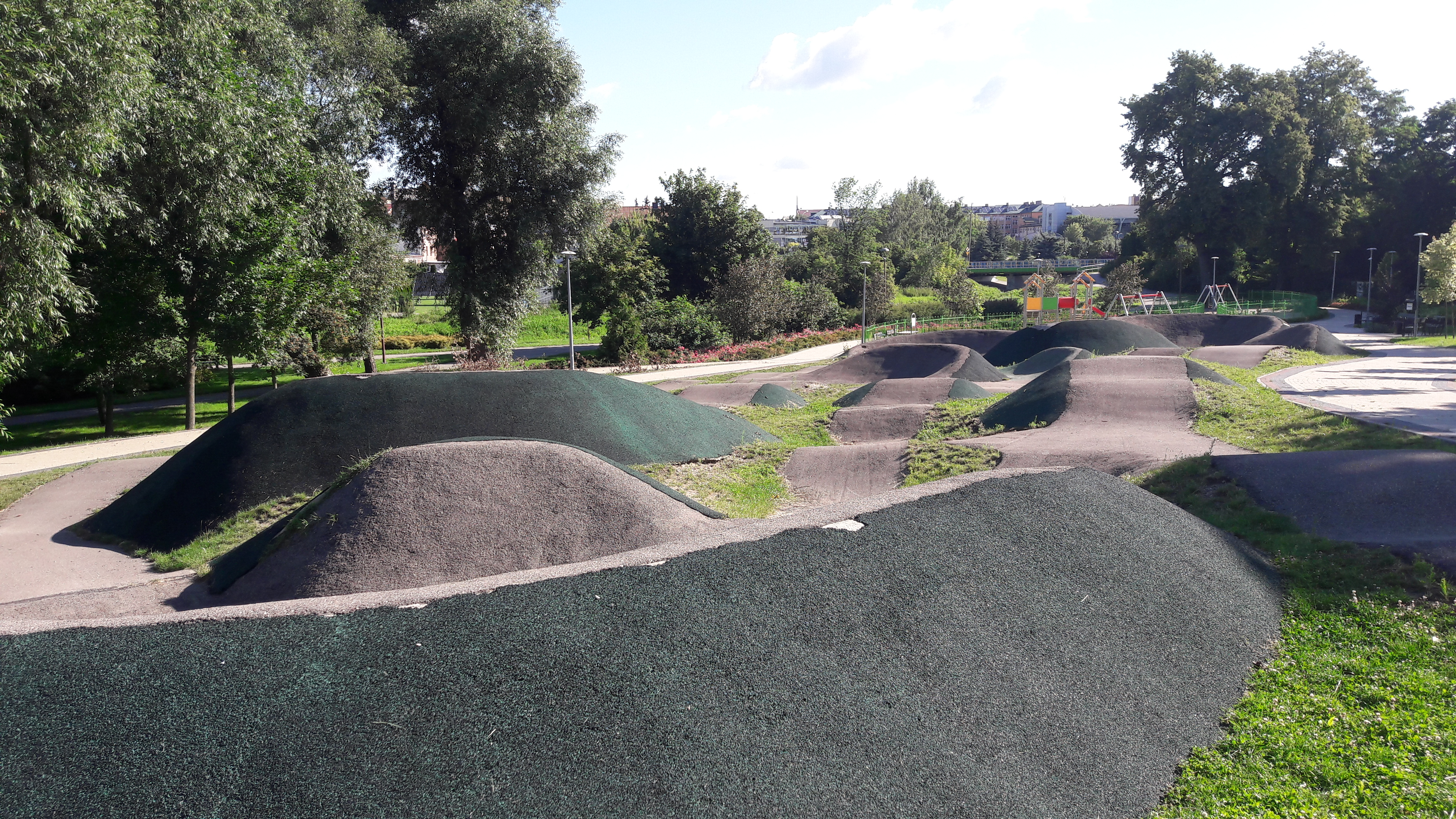
Skatepark no Parque municipal “Księży Lasek”

### Futebol
Fundado em 1953, a equipe de futebol ZKS Olimpia Zambrów, atualmente jogando na terceira liga do grupo I, atua em Zambrów.
Um dos primeiros complexos de campo do país foi criado em Zambrów como parte do programa “Meu campo — Orlik 2012”. Está localizado nos terrenos da Escola Primária n.º 3. Em 30 de abril de 2010, o segundo “Orlik” foi colocado em uso na Escola Primária n.º 4. Além disso, o Torneio Orlik Cup é jogado no “Orlik”, do qual participam equipes amadoras locais.

### Círculo deBridge
Os primórdios deste esporte em Zambrów remontam a 1957, quando o primeiro torneio foi organizado. Os jogadores de bridge de Zambrów tiveram triunfos particulares no início da década de 1990, quando jogaram na 3.ª liga sob o nome de ZKZ Zambrów. Hoje, as partidas são de natureza de diversão.

### Artes marciais
- Oyama Caratê

O Mazowiecko-Podlaski Oyama Karate Club opera em Zambrów há vários anos. Os membros do clube aprendem os segredos da arte marcial do caratê. É de Zambrów que Robert Gaździk, vice-campeão polonês de Oyama Caratê, e vários vice-campeões poloneses de Oyama Caratê e campeão polonês de Kyokushin Budokai Caratê, Bartosz Konopkavêm de Zambrów.
- Caratê Kyokushin

O Kyokushin Karate Club opera em Zambrów. As aulas acontecem às terças e quintas-feiras na Biblioteca Municipal da rua cardeal St. Wyszyńskiego 2, bem como na avenida Wojska Polskiego 37 B. Um dos instrutores é a representante da Polônia Anna Kaczyńska, medalhista de bronze do 9.º Campeonato Europeu de Caratê Kyokushin e medalha de prata do Campeonato Mundial Feminino de Caratê Kyokushin em Tóquio.
Klub Sztuk Walk -KSW ZAMBRÓW
Desde 2011, o Clube de Artes Marciais funciona em Zambrów como parte da Associação de Artes Marciais. As aulas são ministradas na área dos esportes: K1 e MMA na Escola Primária n.º 4 e n.º 5. Por iniciativa do presidente do clube, Dariusz Lubak, foi criada uma seção de boxe.

### Quadras de tênis
Os moradores de Zambrów podem usar as quadras de tênis de saibro localizadas no estádio ZKS Olimpia.

### Clube dos Amantes de Motocicletas “Żubr” Zambrów
Começou a operar em janeiro de 1999, quando foi organizada a 1.ª Exposição de Motos de Inverno. Ainda hoje, reúne entusiastas do esporte motorizado que organizam ralis, exposições, piqueniques e atuam em diversos eventos.

## Administração
Kazimierz Jan Dąbrowski é o prefeito.
Zambrów é membro da Associação de Cidades Polonesas.
Os habitantes de Zambrów elegem deputados do círculo eleitoral de Białystok e membros do Parlamento Europeu do círculo eleitoral de Olsztyn.

## Religião
- Igreja de Deus na Polônia:

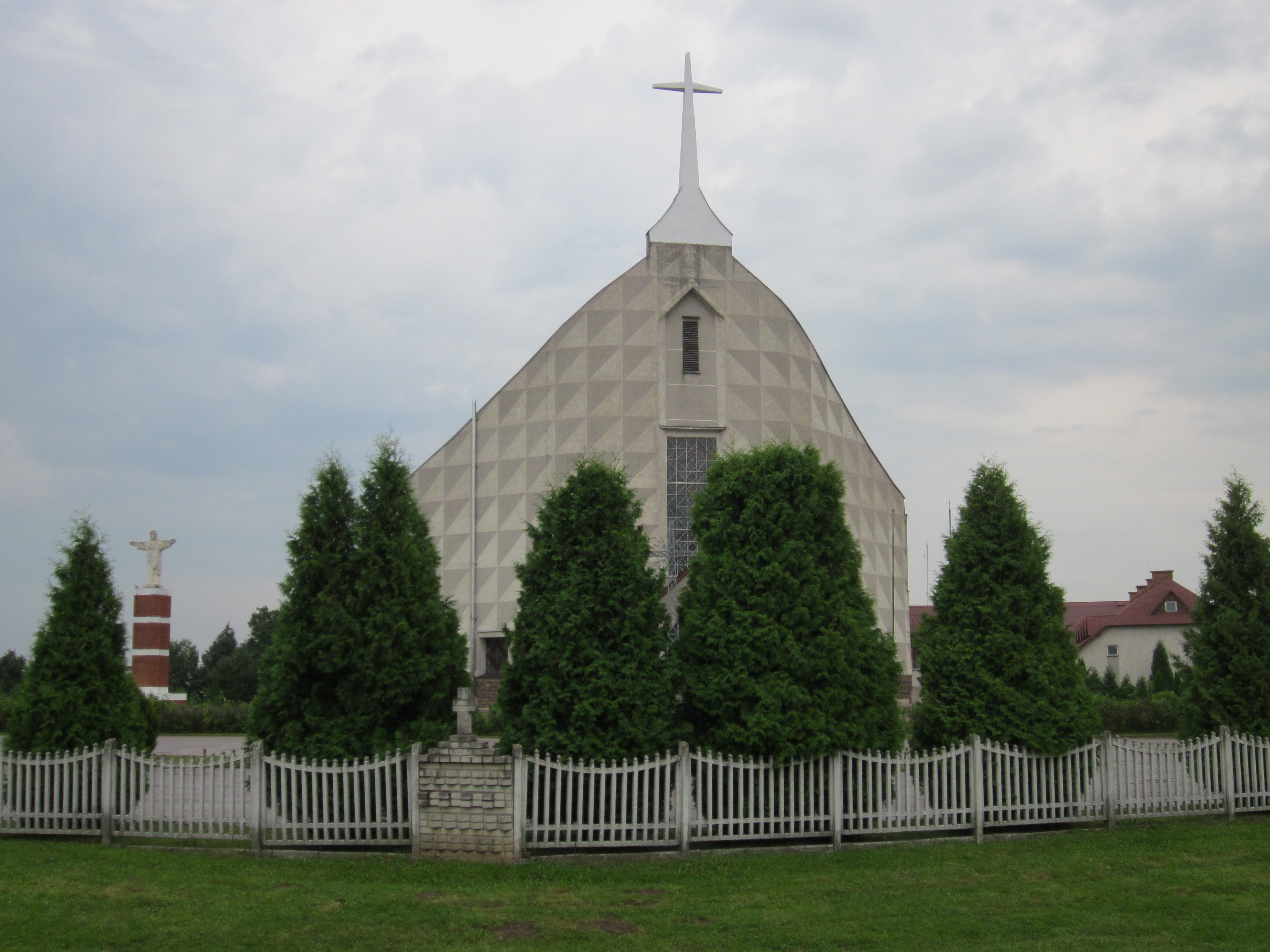
Igreja paroquial do Espírito Santo

  - Igreja de Jesus Cristo em Zambrów[21]
- Igreja Católica na Polônia:
  - Igreja paroquial do Espírito Santo[22]
  - Igreja paroquial da Santíssima Trindade[23]
  - Igreja paroquial de São Józef Rzemieślnik[24]
- Testemunhas de Jeová:
  - Igreja de Zambrów (Salão do Reino, rua Magazynowa 2c)

## Natureza

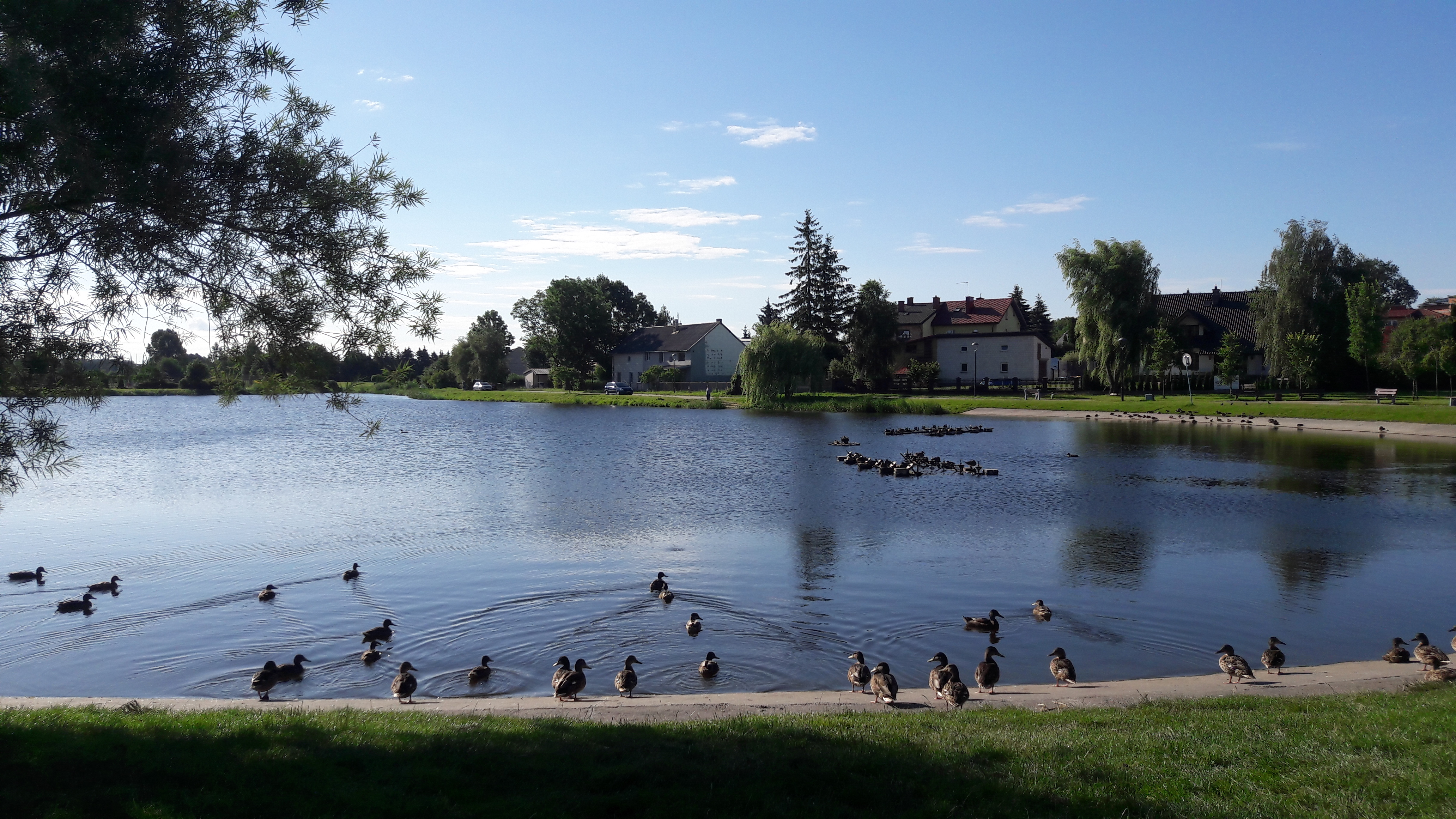
Lagoa em Jabłonka

- 13 “Carvalhos da Memória” — foram plantados para comemorar os prisioneiros de guerra poloneses assassinados em Katyn como monumentos vivos da história.[25]
- A cidade faz fronteira nas imediações com:
  - Reserva Natural Grabówka
  - Reserva Natural Dębowe Góry
  - Complexo florestal — Czerwony Bór

## MSZambrów

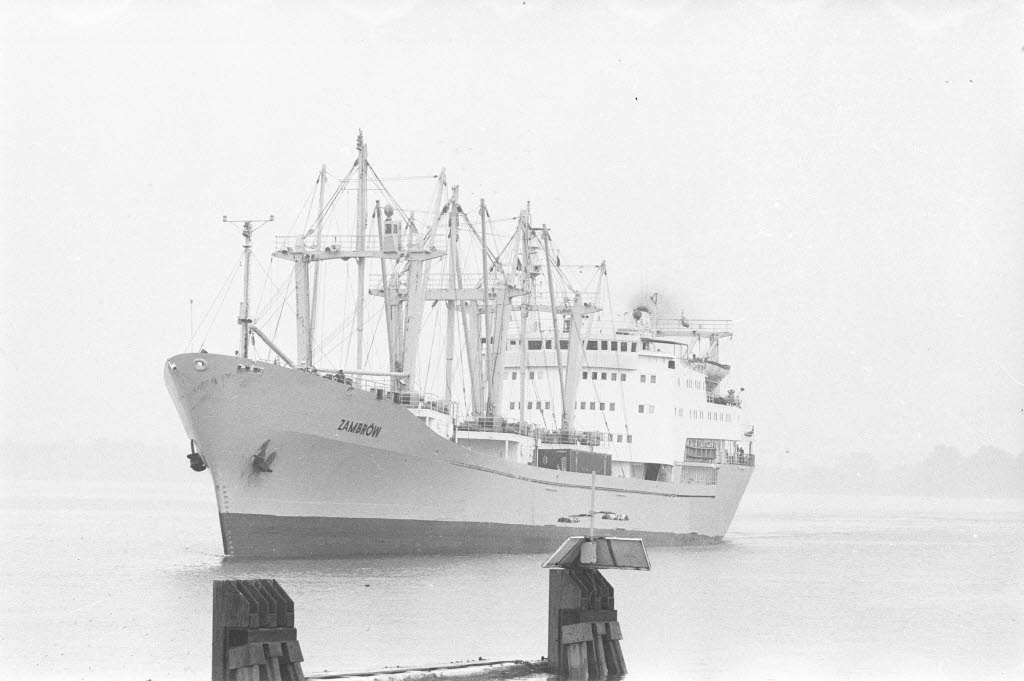
Navio cargueiro Zambrów

Navio cargueiro polonês. Foi construído no estaleiro de Szczecin. Serviu no mar por quase 29 anos. Foi desmantelado em Mumbai, na Índia.

## Associações cívicas
Existem associações fundadas por moradores de Zambrów na área da cidade. Sua tarefa é auxiliar no desenvolvimento da comunidade local e da região. Estas incluem: a Sociedade “Nosso Hospital”, a Associação para a Educação, Reabilitação, Apoio Social e Autogoverno, e a Associação para o Apoio à Educação e ao Mercado de Trabalho.

## Marcha da Luz
A Marcha da Luz acontece em Zambrów no aniversário da morte do Papa João Paulo II. Vários milhares de habitantes da cidade participam da marcha do silêncio. O percurso parte da praça em frente ao Complexo Escolar n.º 1 Stefan Rowecki “Grot” e segue até o monumento ao Papa João Paulo II em frente à Igreja da Santíssima Trindade. No monumento, rezam-se breves orações e acendem-se velas, e às 21h37 — hora da morte do Papa, soam os sinos da igreja.